# Павловськ (музей-заповідник)
Державний художньо-архітектурний палацово-парковий музей-заповідник «Павловськ»  — палацово-парковий ансамбль кінця XVIII — початку XIX століть, розташований в місті Павловську, сучасному передмісті Санкт-Петербурга.
Ядром палацово-паркового комплексу є Павловський палац, який був палацом для цілорічного проживання Російського імператора Павла I.
До палацу прилягає площа самого парку близько 600 га, з обох берегів річки Слов'янки, що робить його одним з найбільших ландшафтних парків в Європі. Палац та парк будувалися протягом 50 років трьома поколіннями архітекторів і оформлювачів: Чарлз Камерон, Вінченцо Бренна, Джакомо Кваренгі, Андрій Вороніхін, Карло Россі.

## Павловський парк
Павловський парк у складі Державного музею-заповідника «Павловськ» — один з найбільших пейзажних парків, як Росії, так і Європи (близько 600 га).
Композиція парку складається з 7 ландшафтних районів: «Припалацового», «Долини річки Слов'янки», «Великої зірки» з долиною ставків, «Старої Сільвії», «Нової Сільвії», «Парадного поля» і «Білої Берези». Окрасою парку є павільйони в стилі класицизм : «Храм Дружби», «Колонада Аполлона», «Вольєр», «Холодна лазня», «Кругла зала», «Рожевий павільйон», «Молочня», «Пиль-вежа»; меморіальні споруди: «Пам'ятник батькам», «Мавзолей чоловікові-благодійнику», мости над Слов'янкою, мармурова та бронзова скульптура доби бароко (початку XVIII ст.) і класицизму(кінця XVIII — початку XIX ст.). Колекція російської бронзової скульптури є складовою частиною в ансамблі «Старої Сільвії». Палацові приміщення і паркові павільйони будувалися і оформлялися з урахуванням навколишнього ландшафту.

## Будівництво
Будівництво палацу зайняло близько 50 років і відбувалося за три умовні етапи:
1. Заснування й планування заміської садиби архітектором Чарльзом Камероном 1782—1796
2. Перетворення садиби в імператорський палац з парками і парадними залами архітектором Вінченцо Бренна
3. Художньо-оформлювальна обробка архітекторами Вороніхіним, Кварнегі, Россі, а також художником П'єтро Гонзага.

### Російська дворянська садиба 1782—1796 років
Павловський палац був закладений 25 травня 1782 року. Будівництво почалося на місці демонтованої дерев'яної будівлі «Паульлюст» (від нім. «Paullust» — букв. «Павлова втіха»), тому на початковому етапі палац скоріше був дворянською садибою з палацом, господарськими будівлями і парком. Керував роботами британський за походженням архітектор Чарльз Камерон, який постійно конфліктував з Павлом I з щодо архітектурних питань (через агресивне втручання Павла в проекти і їх реалізацію. Спадкоємець російського престолу звик керувати, а не підкорятися). Будівництво все ж велося швидкими темпами і восени 1782 року з'явилися головний палац і бічні галереї.

### Імператорська резиденція
Після коронації в 1796 році імператор продовжував наполягати на збільшенні розмірів палацу, тому палац був перебудований і розширений, аби додати йому більшої величності й парадності. У цей час відповідальним за будівництво був призначений помічник Камерона італійський архітектор Вінченцо Бренна.

## Палацово-парковий ансамбль

### Центральний (Припалацовий) район
Територія навколо палацу, виконана в регулярному стилі з чітким малюнком доріг, клумб, стриженими деревами та чагарниками. Біля палацу, між південним корпусом і річкою, розташовується так званий «Власний сад», розбитий Ч. Камероном та Ф. Віоле в 1801—1803. Його добре оглянути з вікон «особистих кімнат» імператриці. Садок нерозривно пов'язаний з палацовими приміщеннями, балконами, терасами і сходами. Виконаний в характері невеликих французько-голландських садів, з чітким геометричним плануванням, квітковими партерами, що нагадують барвисті килими. Його доповнюють стрижені липи, пірамідальні тополі, мармурові статуї, бюсти і вази. 

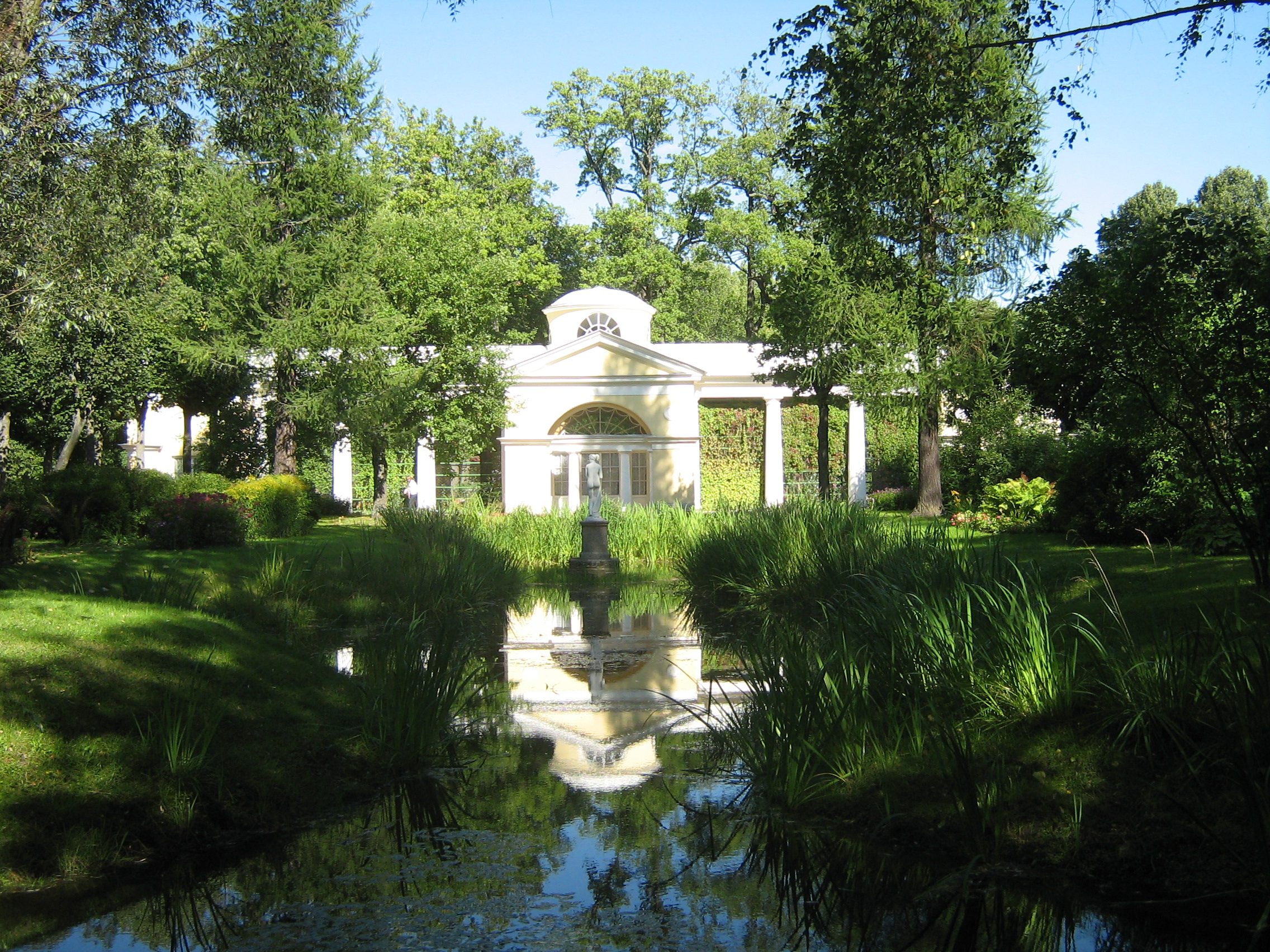
Павільйон «Вольєр»

Центральна алея підходить до «Павільйону трьох грацій» (1800, архітектор Ч. Камерон, скульптор П. Тріскорні). Павільйон має вигляд стрункого 16-колонного античного портика іонічного ордену. У 1803 році в павільйоні встановлено групу «Три грації», виготовлену з однієї брили мармуру.
Потрійна липова алея з протилежного фасаду палацу — веде від палацового двору до парадного поля.
На південь по ходу — павільйон «Вольєр», побудований в 1782 році у класичному стилі архітектором Ч. Камероном. Висока центральна зала, увінчана куполом, поєднується критими доричними колонадами з бічними приміщеннями. Карниз і купол були розписані Йоганном Рудольфом та Іваном Івановим під керівництвом В. Бренна. У вольєрі було встановлено привезену з Італії статую богині квітів Флори, в галереях жили екзотичні птахи. У 1818 році Марія Федорівна випустила на волю птахів, і «Вольєр» став квіткової оранжереєю. У 1863 році перед вольєром був виритий ставок, який прикрасили статуєю «Венери Калліпіги» в центрі на острівці. У 1871 році в інтер'єрі «Вольєра» з'явився арабесковий розпис. «Вольєр» постраждав під час війни і був відреставрований в 1968 році як парковий павільйон.

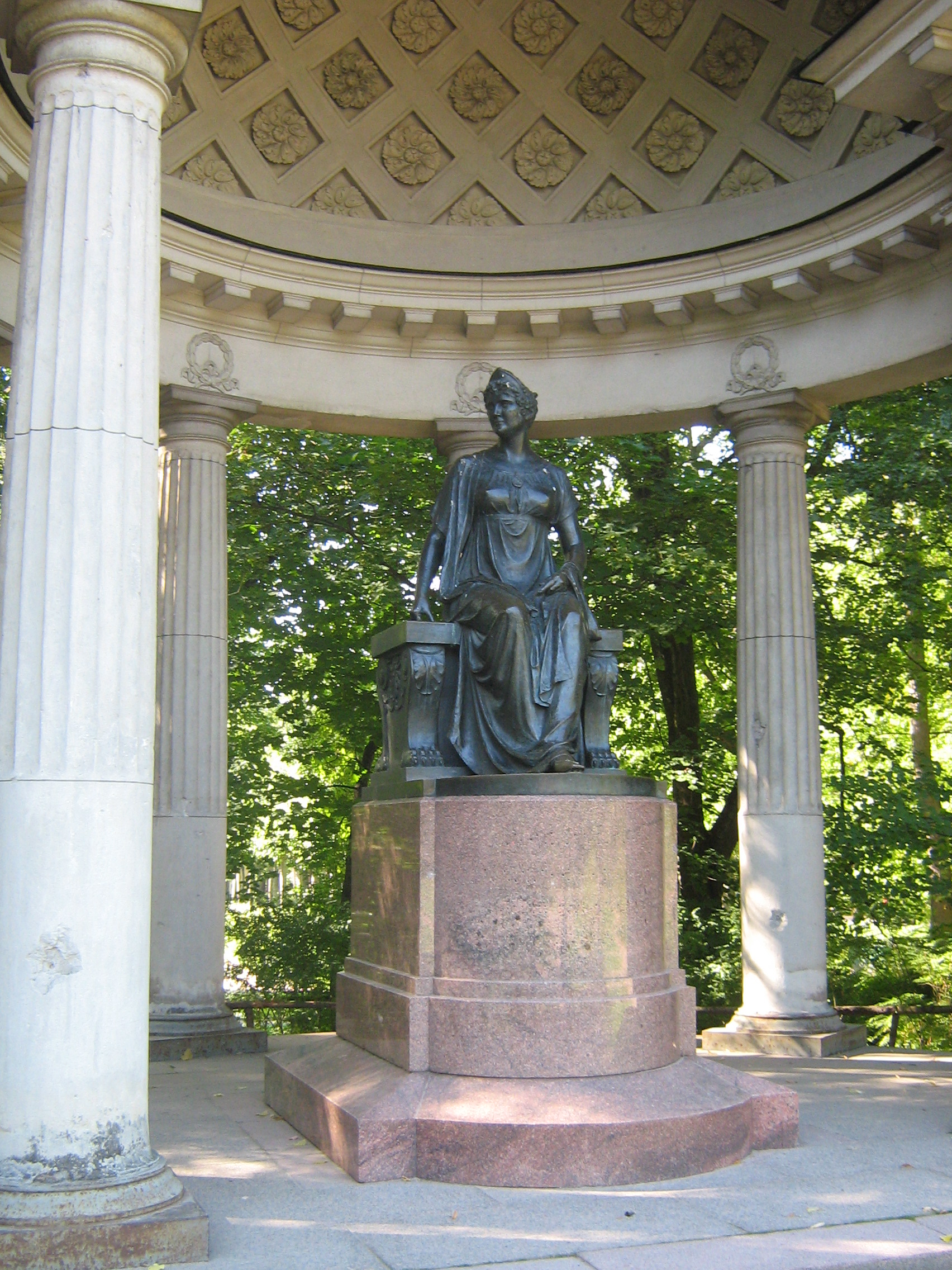
«Павільйон Россі»

Далі по алеї — «Павільйон Россі», побудований в 1913 року за давнім, нереалізованим проектом архітектора Карла Россі, який розробив його в 1816 році. Павільйон є напівкруглою альтанкою з колонами і півкуполом. У центр — пам'ятник імператриці Марії Федорівні, відлитий в 1914 році скульптором В. Беклемішевим.
По алеї на північ розташований «Молочний будиночок», побудований в кінці 1782 року архітектором Ч. Камероном) в наслідування альпійських сільських будівель. Його стіни були складені з каменю без тинькування, дах — з соломи. Це була гра в сільську простоту, що йшла від Малого Тріаному парку Версаль. Всередині було три кімнати. В одній тримали корів рідкісних порід, друга — кімната для гостей, в третій проводилося перероблення молока. До кінця XVIII століття, коли значно збільшилося поголів'я корів, виникла необхідність у будівництві «Ферми» на нових територіях парку і «Молочня» перетворилася на парковий павільйон.

### Долина річки Слов'янки

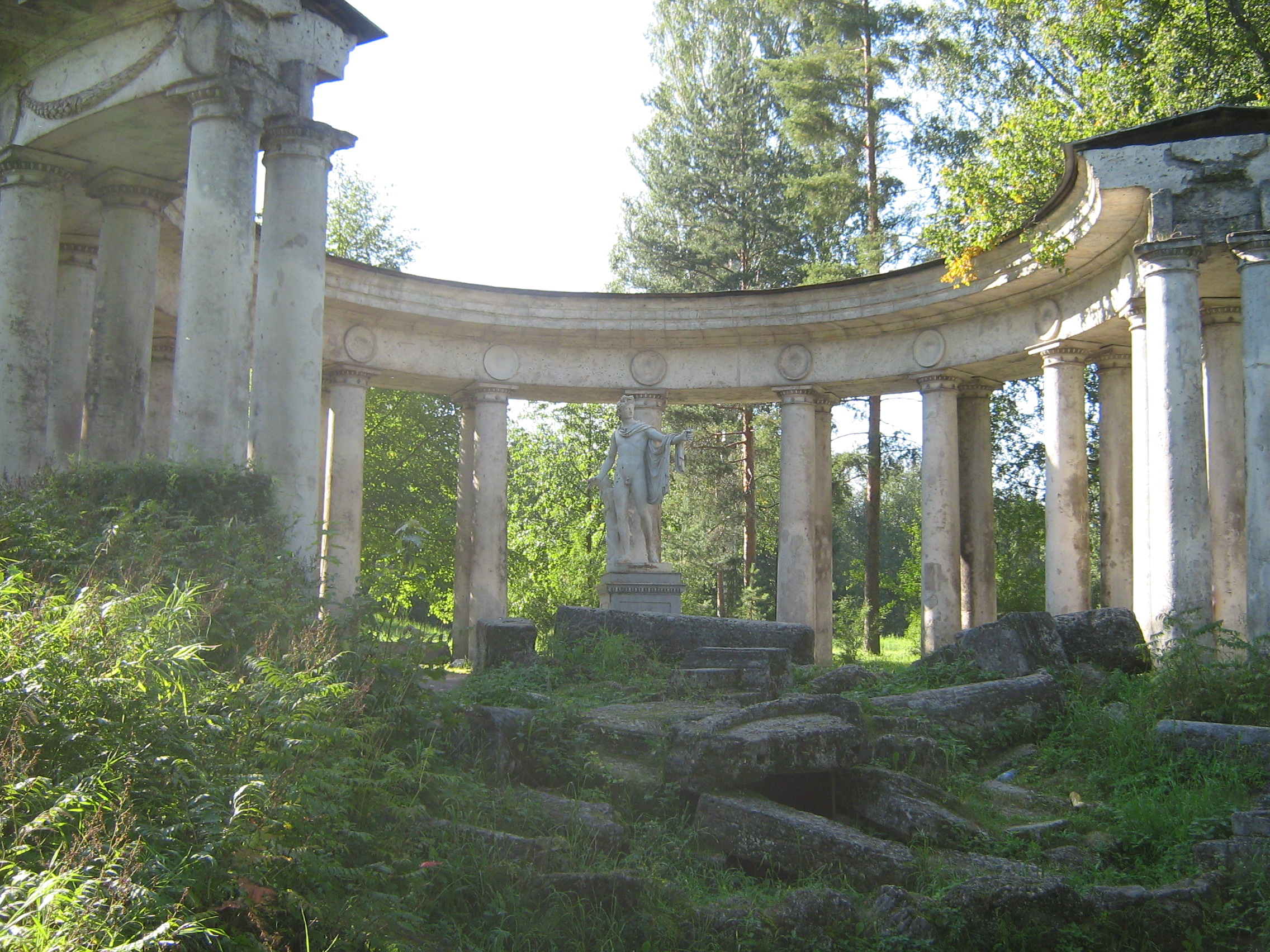
«Колонада Аполлона»

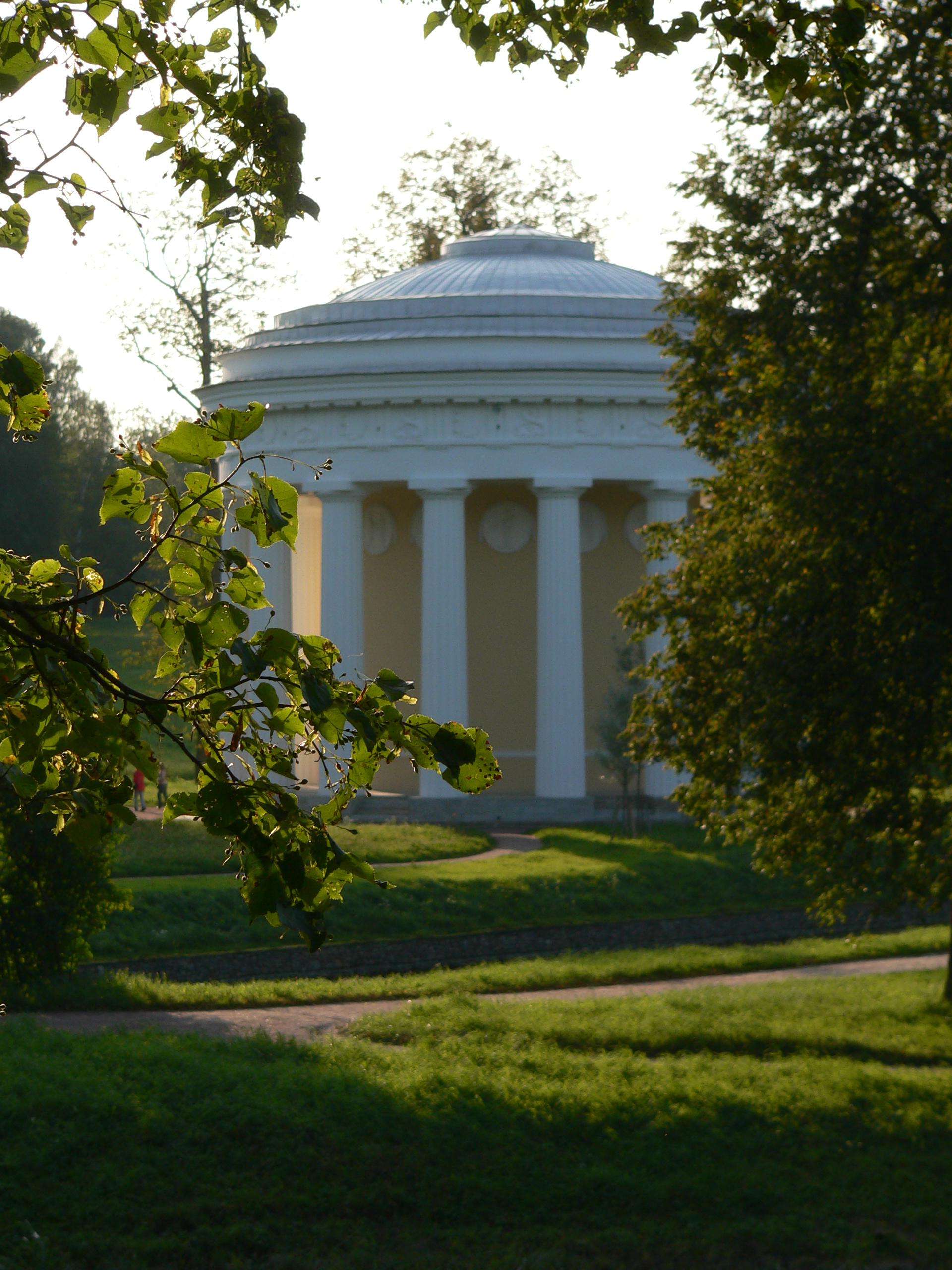
«Храм Дружби»

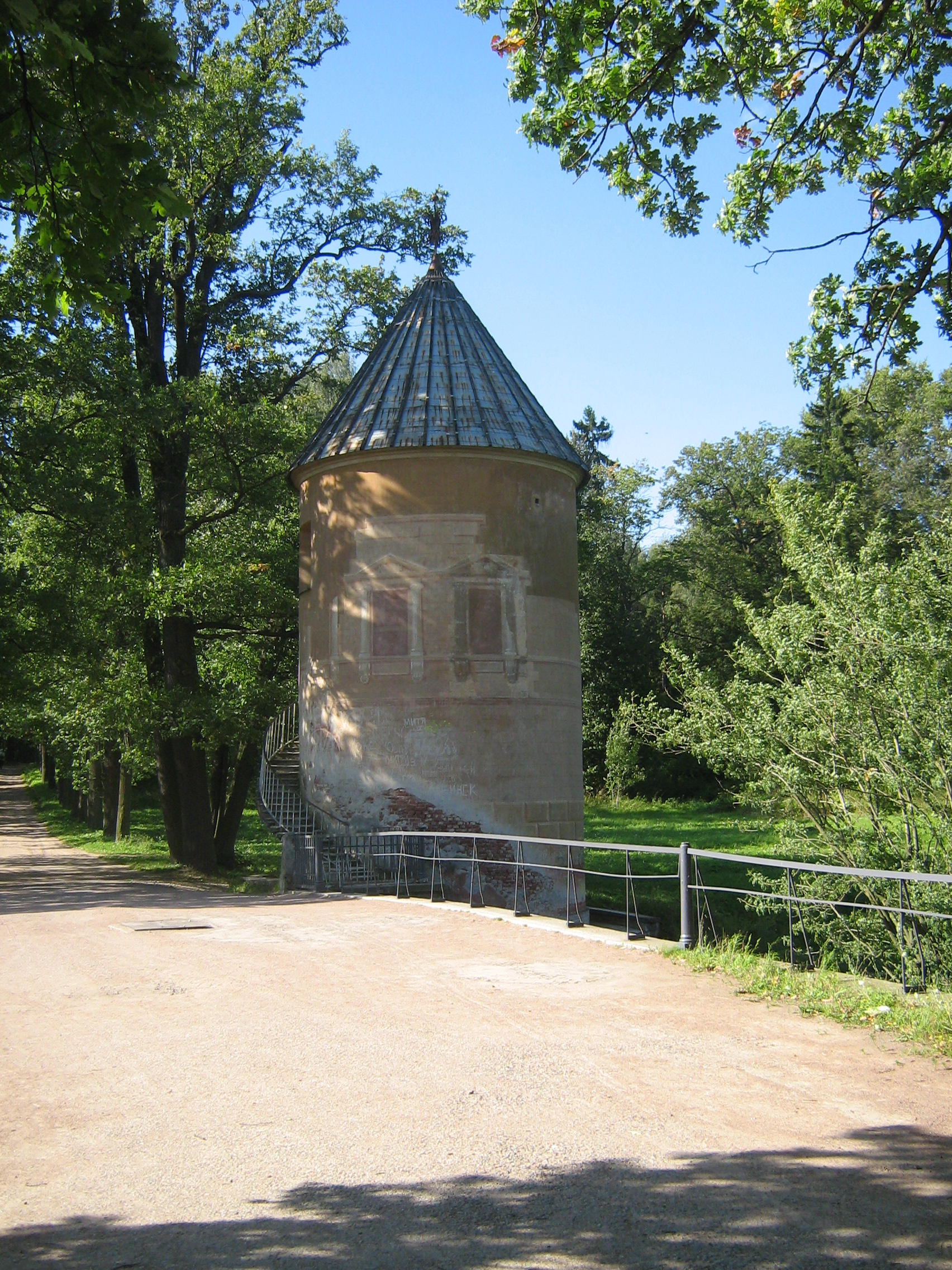
«Пиль-вежа»

Парк в районі долини річки Слов'янки був переоформлений за проектом Ч. Камерона в пейзажному стилі.
У 1782—1783 році на березі Слов'янки за проектом Ч. Камерона була зведена «Колонада Аполлона» — святилище грецького бога Сонця і покровителя мистецтв у вигляді подвійного кільця доричних колон з копією статуї Аполлона Бельведерського посередині.
Павільйон «Храм дружби» (1780—1782) був задуманий, як дар Катерині II за павловські землі. Архітектор Ч. Камерон спроектував храм-ротонду, охоплену кільцем канельованих колон доричного ордена і поставлену на півострові, утвореному заломом річки. Спочатку в Храмі знаходилась велика мармурова статуя Катерини II, але в 1791 році її подарували графу І. Г. Чернишову і в 1792 році встановили алебастрову фігуру імператриці в образі Церери. «Храм Дружби» передбачалося використовувати для сніданків та вечер в парку, тому на протилежному березі Слов'янки була побудована кухня у вигляді сільського будиночка (розібрана на початку XIX століття).
Навпроти «Храму дружби», біля «Круглого озера», в 1786—1787 роках був споруджений штучний водоспад «Великий Каскад» за проектом Ч. Камерона. У 1792 році В. Бренна надбудував над ним декорацію у вигляді стіни з балюстрадою і вазами. Каскад перестав діяти в 1850 році через руйнування водопроводу, що значно збідніло образ пейзажного парку.
На межі з Новою Сільвією знаходиться «Пиль-вежа» — павільйон, створений на місці «Пиляльних млинів» в 1797 році архітектором В. Бренна. Кругла споруда з солом'яним дахом була розписана художником-декоратором П. Гонзага у вигляді напівзруйнованої будівлі. Чавунними сходами можна було піднятися до кімнати другого поверху, де полюбляла бувати Марія Федорівна.

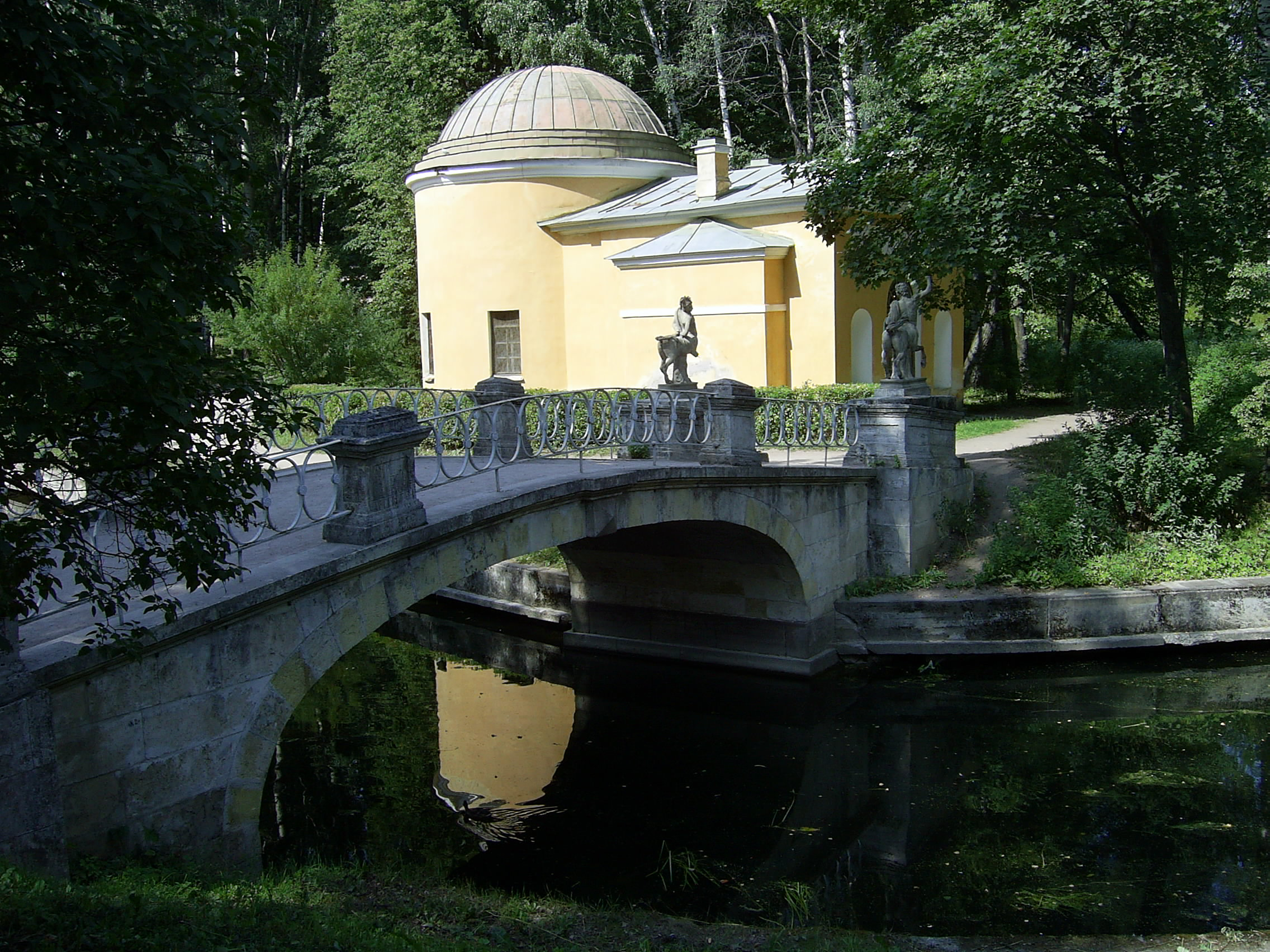
«Холодна лазня» і «Міст кентаврів»

У 1799 році між колонадою Аполлона і Храмом дружби з'явився павільйон «Холодна ванна», або «Холодна лазня» — літня мильня, що слугувала місцем загартовування Павла I, побудована Ч . Камероном у вигляді ротонди з куполом, в якій знаходився «Круглий зал» з басейном та фонтаном та прямокутна роздягальня. Павільйон відокремлений від Великого палацу «Мостом Кентаврів» (1799, архітектор В. Бренна) з мармуровими фігурами кентаврів, скопійованих з римських скульптур II століття. Поруч з цим місцем у 1787 році Марія Федорівна започаткувала «Родинний гай», де з нагоди важливих сімейних подій садили дерево, прив'язуючи до нього табличку. Всі таблички було знято після революції 1917 року.

### Стара Сільвія

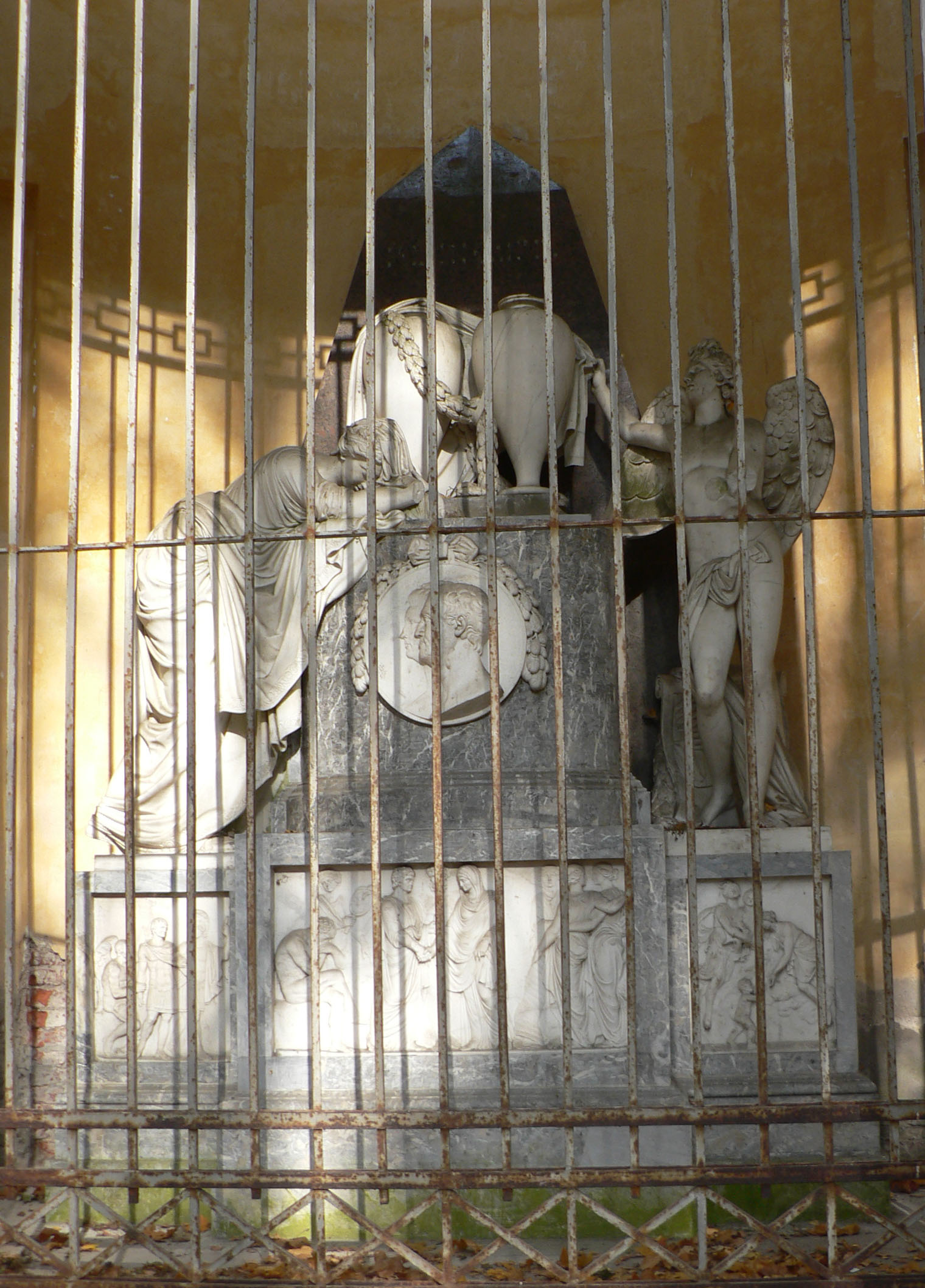
«Пам'ятник батькам»

Район «Старої Сільвії» на «Дванадцяти доріжках» спроектований на початку 1790-х років архітектором В. Бренна. Центром композиції є майданчик зі статуєю Аполлона Бельведерського. Від неї розходиться дванадцять доріжок, між якими знаходяться дванадцять скульптур: Венера Калліпіга (або «Гарнозада», богиня любові й краси), Флора (богиня кольорів), Меркурій (вісник богів), Евтерпа (муза ліричної поезії), Мельпомена (муза трагедії), Талія (муза комедії), Терпсіхора (муза танцю), Ерато (муза любовної поезії), Полігімнія (муза гімнів і красномовства), Калліопа (муза епічної поезії та пісень), Кліо (муза історії) і Уранія (муза астрономії). Кожна з дванадцяти доріжок закінчується павільйоном або скульптурою, пов'язаною зі статуєю центрального майданчика.
Перспективу однієї з 12 доріжок замикає «Пам'ятник батькам», побудований в 1786 році архітектором Ч. Камероном. Спочатку це був павільйон пам'яті сестри Марії Федорівни — Фредеріки. Але протягом кількох років помирають ще декілька родичів імператриці: її сестра Єлизавета, брат герцог Карл, її батько герцог Вюртембергський Фрідріх Євген, а потім і її матір, герцогиня Фредеріка-Софія-Доротея. 1807 року російському скульпторові І. П. Мартосу була замовлена мармурова скульптурна композиція і павільйон перетворився на «Пам'ятник батькам» .

### Нова Сільвія

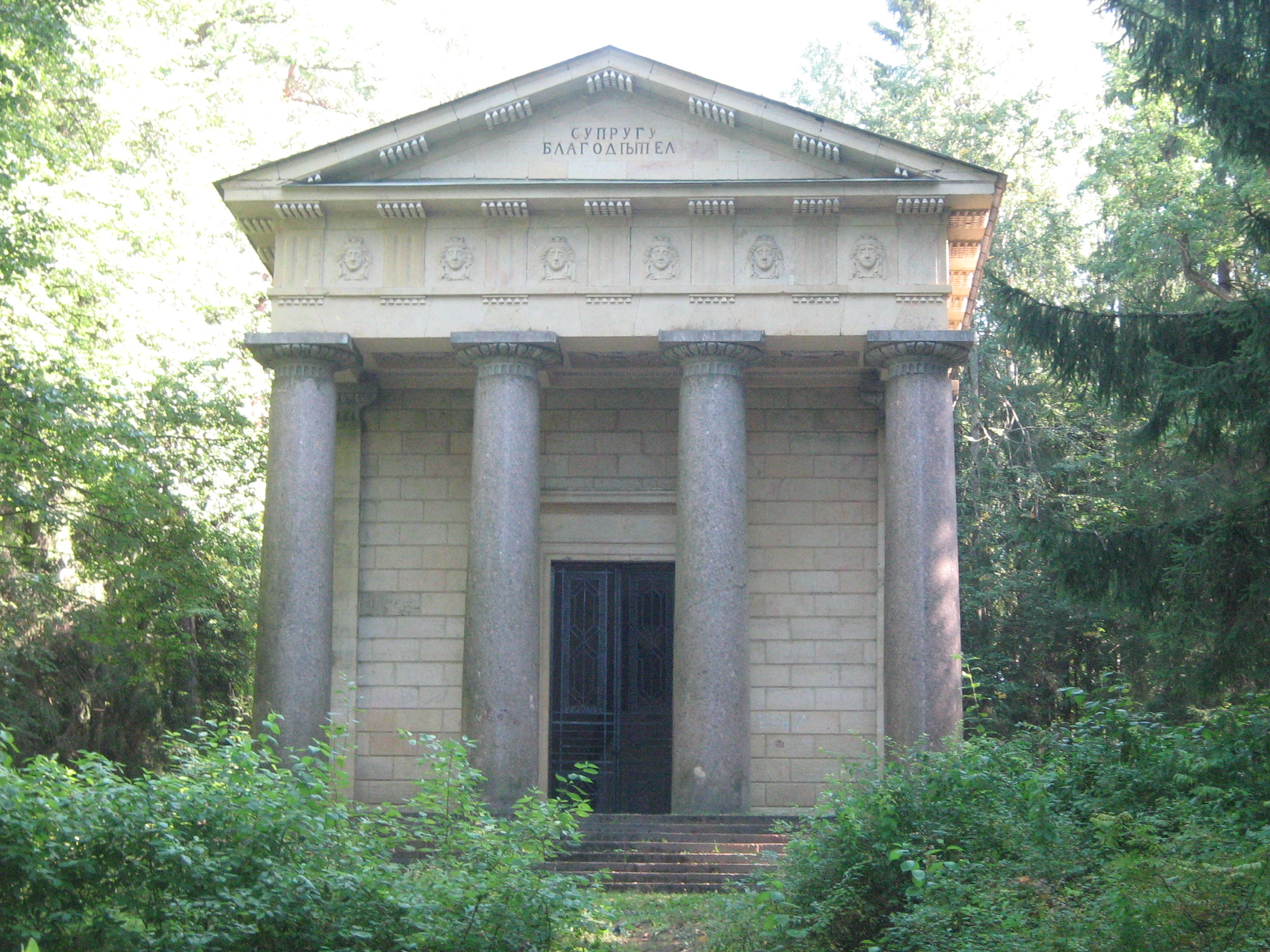
«Мавзолей чоловікові-благодійнику»

Цей район був створений в 1799—1800 роках архітектором В. Тлінній); він зберіг характер великого густого лісу.
З 1806 по 1819 роки в цьому затишному районі провадилося будівництво пам'ятника-мавзолею на згадку про Павла I. У конкурсі на найкращий проект переміг архітектор Ж. Ф. Тома де Томон). «Мавзолей чоловікові-благодійнику» має вигляд грецького античного храму з чотирьох доричних колон з червоного граніту, що стоять на гранітному подіумі й підтримують фронтон з написом: «Чоловікові-Благодійнику». Усередині храму знаходиться скульптурний монумент, створений І. П. Мартосом, який зображає царствену жінку, що оплакує урну з прахом. На п'єдесталі зображено родину імператора Олександра I.
У «Новій Сільвії», на межі парку була встановлена колона «Кінець світу», створена в 1783 році архітектором Ч. Камероном). Це іонічна колона з рожевого олонецького мармуру. Слова «Кінець світу» у XVIII столітті слугували позначкою межі, кордону, де закінчувалися землі одного володаря і починалися володіння іншого.

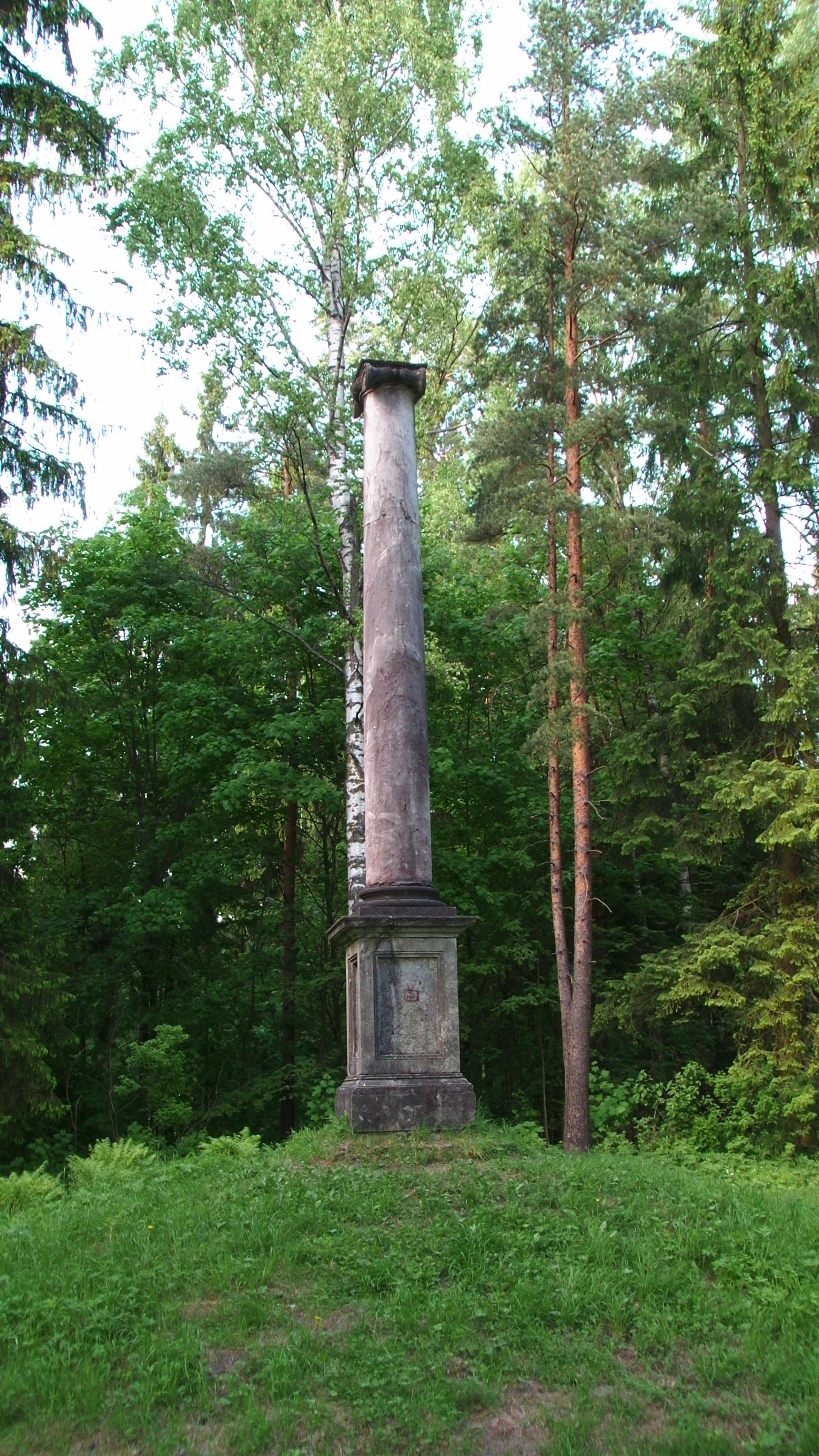
Колона «Кінець світу»

### Велика Зірка

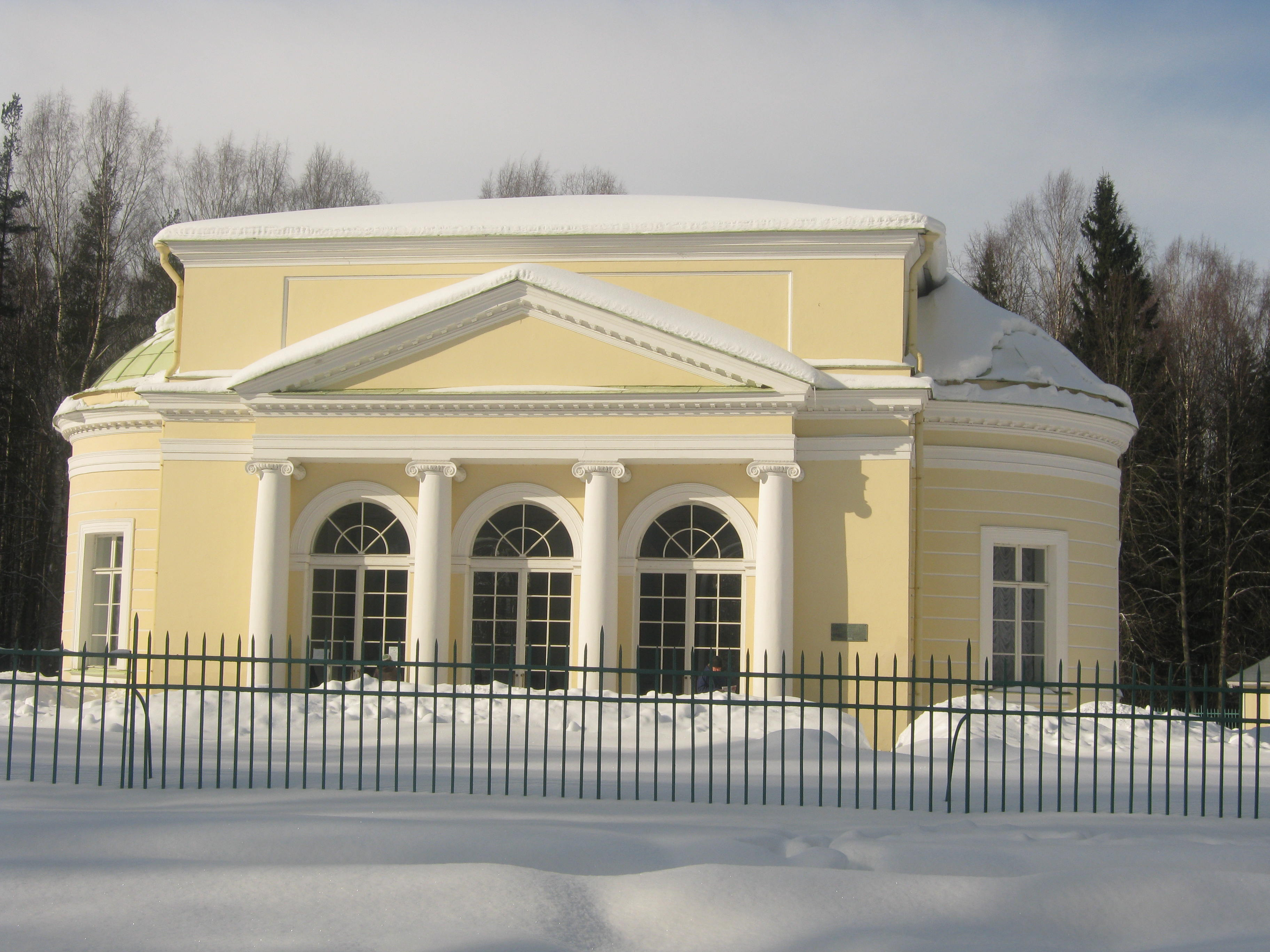
«Кругла зала»

У проектуванні району «Великої Зірки» (або «Нового саду») архітектор В. Бренна використовував застосовану в районі «Стара Сільвія» систему доріжок-променів. що розходяться від центрального майданчика, кожна з яких мала свою назву: «Доріжка Червоного Сонця», «Багатого поля», «Зеленої жінки», «Слов'янська доріжка», «Старого Шале», «Красного молодця», «Дружня», «Грибна», «Молодого нареченого», «Красного пагорба», «Водопровідна». Район призначався для прогулянок на конях.
На центральному майданчику в 1799—1800 роках архітектор В. Бренна будує «Круглу залу» (або «Музичний салон») — прямокутний павільйон з портиками на бічних фасадах і апсидами на торцях. Він служив для музичних і танцювальних вечорів. У східній частині району в 1798 році було викопано кілька ставків, у тому числі «Ставок Венери» з «Островом кохання» (або «Острів заворожених»), створеним П. Гонзаго .

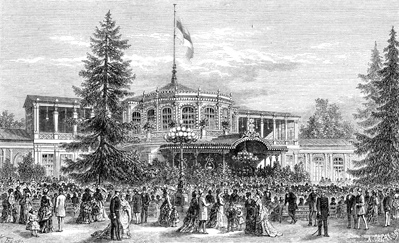
Павловський музичний вокзал

Під час прокладання залізниці «Санкт-Петербург — Павловськ» (1836—1837 рр..), Великий Князь Михайло Павлович дозволив прокласти залізничну гілку через район «Великої Зірки» до ставків і оголосив конкурс на будівництво концертної зали (або як тоді казали, «вокзала»). Переміг проект архітектора А. І. Штакеншнейдера з рестораном і концертним залом. Урочисте відкриття «Музичного вокзалу» (Курзала) відбулося 22 травня 1838 року в його концертному залі диригував Йоганн Штраус (виступав тут близько 10 років), співав Федір Шаляпін, танцювала Матильда Кшесинська, виступали композитори — Д. С. Бортнянський, М. І. Глінка, О. П. Бородін, А. К. Лядов, А. Г. Рубінштейн, М. А. Римський-Корсаков, П. І. Чайковський, Ф. Ліст, Р. Шуман, О. К. Глазунов, С. С. Прокоф'єв, великі виконавці свого часу — віолончеліст Серве, скрипалі Вінявський та Ізаї і багато інших. Концерти слуговали засобом привернення уваги до нового виду транспорту — залізниці. Павловський вокзал так пов'язався з залізницею, що незабаром всі станційні будівлі Російської імперії стали звати «вокзалами». Будівлю вокзалу було відновлено і розширено після пожежі 1844 року. Остаточно Павловський вокзал був зруйнований під час Другої світової війни.

### Парадне поле
Парадне поле, або Парадне місце виникло наприкінці Потрійної Липової алеї за проектом В. Бренна. Воно призначалося для військових маневрів, що проводилися тут за Павла I.
Після його смерті цей мальовничий район було перетворено на парк в 1803—1813 роках майстром П. Гонзаго.
Тут з'явився ставок, в центрі якого насипано острів, названий «Островом княгині Лівен», на честь подруги Марії Федорівни і виховательки великих княжен — Ш. К. Лівен.

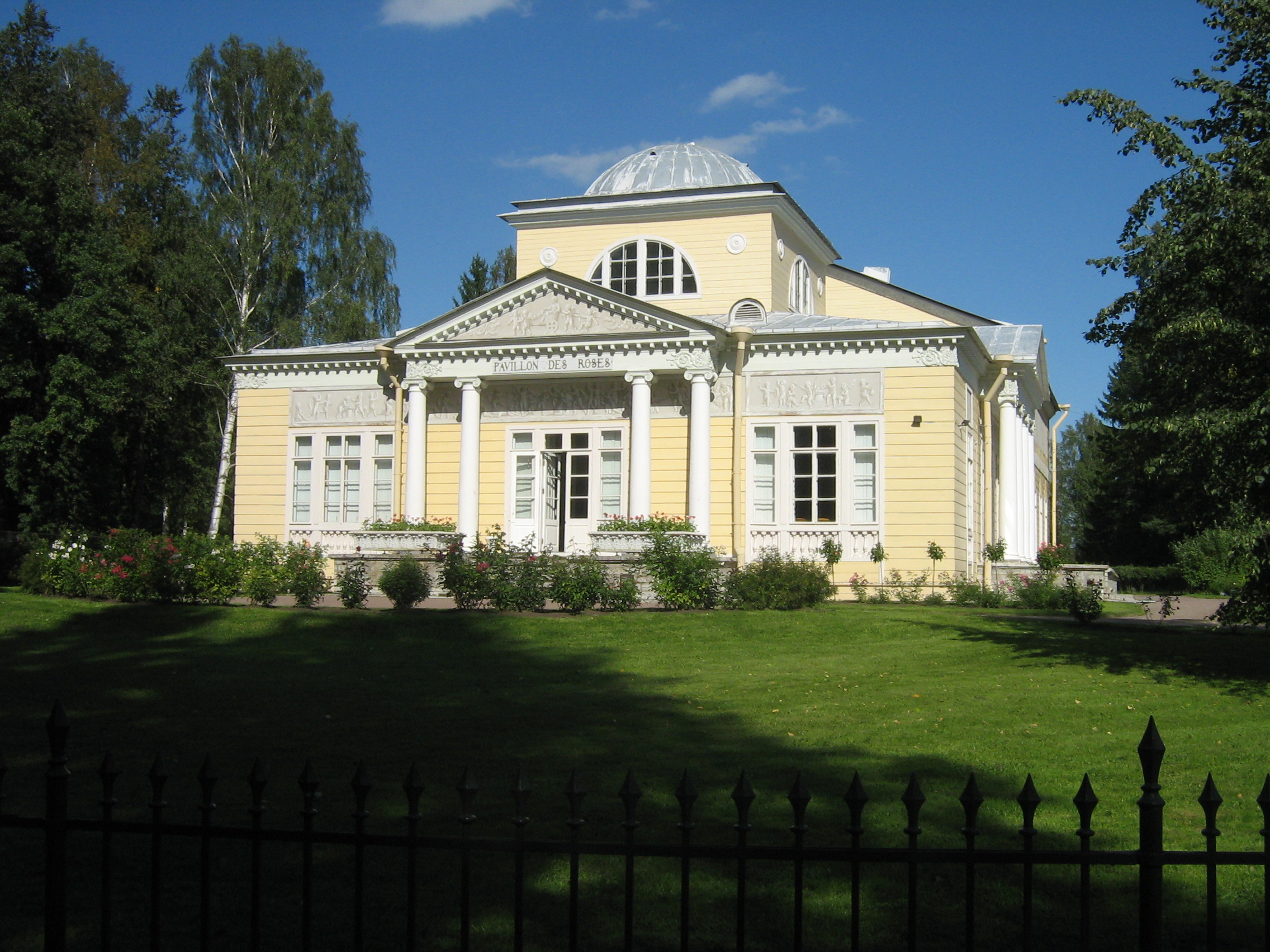
«Рожевий павільйон»

На межі між Парадним полем і Білою Березою знаходиться одна з найпоетичніших споруд Павловського парку — «Рожевий павільйон» (1811—1812, архітектор А. Н. Вороніхін) — легка дерев'яна будівля з колонними портиками, увінчана невеликим куполом, оточена кущами рідкісних сортів троянд. У 1814 році за проектом К. Россі до нього прибудовується «Танцювальний зал». На початку XIX століття Рожевий павільйон сприймався як новий центр усього садово-паркового комплексу. Тоді тут збиралися гості Павловська, серед яких було чимало діячів культури — поетів, письменників, художників, артистів.

### Біла Береза
«Біла Береза» (1801—1828, художник-декоратор П. Гонзаго) — лісовий масив (250 га) сформований у новому стилі російського пейзажного парку, парку рівнини зі скромною північною природою.

## Загальна хронологія палацу
- 25 травня 1782 р. — початок будівництва Павловського палацу.
- 1783 р. — побудовано центральний корпус.
- 1785 р. — побудовано галереї-колонади та службові корпуси.
- 1787 р. — завершено оздоблення внутрішніх приміщень палацу.
- 1796 р. — вступ на царство Павла I
- Кінець 1790-х рр.. — Палац перебудований і розширений.
- 1801 — вбивство Павла I
- 10 січня 1803 р. — пожежа в Павлівському палаці.
- 1803—1805 рр.. — Відновлення палацу.
- 1808 — побудований «кабінет-ліхтарик» з фігурами каріатид. Архітектор А. Н. Вороніхін. Скульптор В. І. Демут-Малиновський. [5]
- 1822—1824 рр.. — Побудовано бібліотечний корпус.
- 1872 р. — в парадному дворі встановлений пам'ятник Павлу I.
- 1942—1944 — парк сильно постраждав під час нацистської окупації. Палац був підпалений при відступі німецьких військ.[6] [7]
- 24 січня 1944 року Павловськ був звільнений радянськими військами, але палац вже догорав.
- 1957 р. — у ході повоєнної реставрації відкриті для відвідувачів перші зали палацу.
- 1978 р. — завершена реставрація Павловського палацу.
- 1983 р. — присвоєно статус музею-заповідника.

## Відновлення після війни

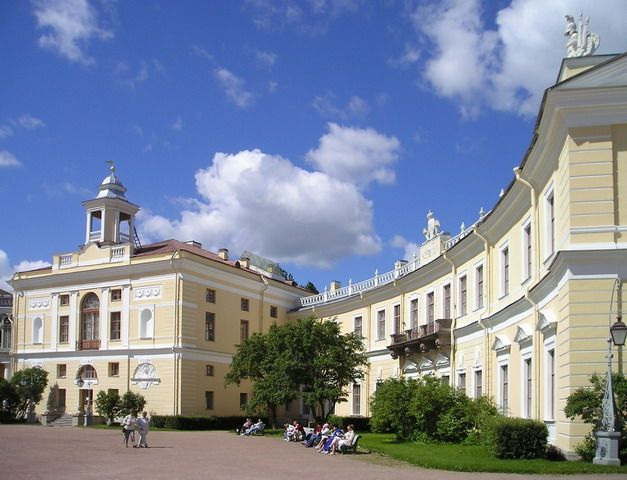
Двоповерхові павільйони і галереї палацу у Павловську.

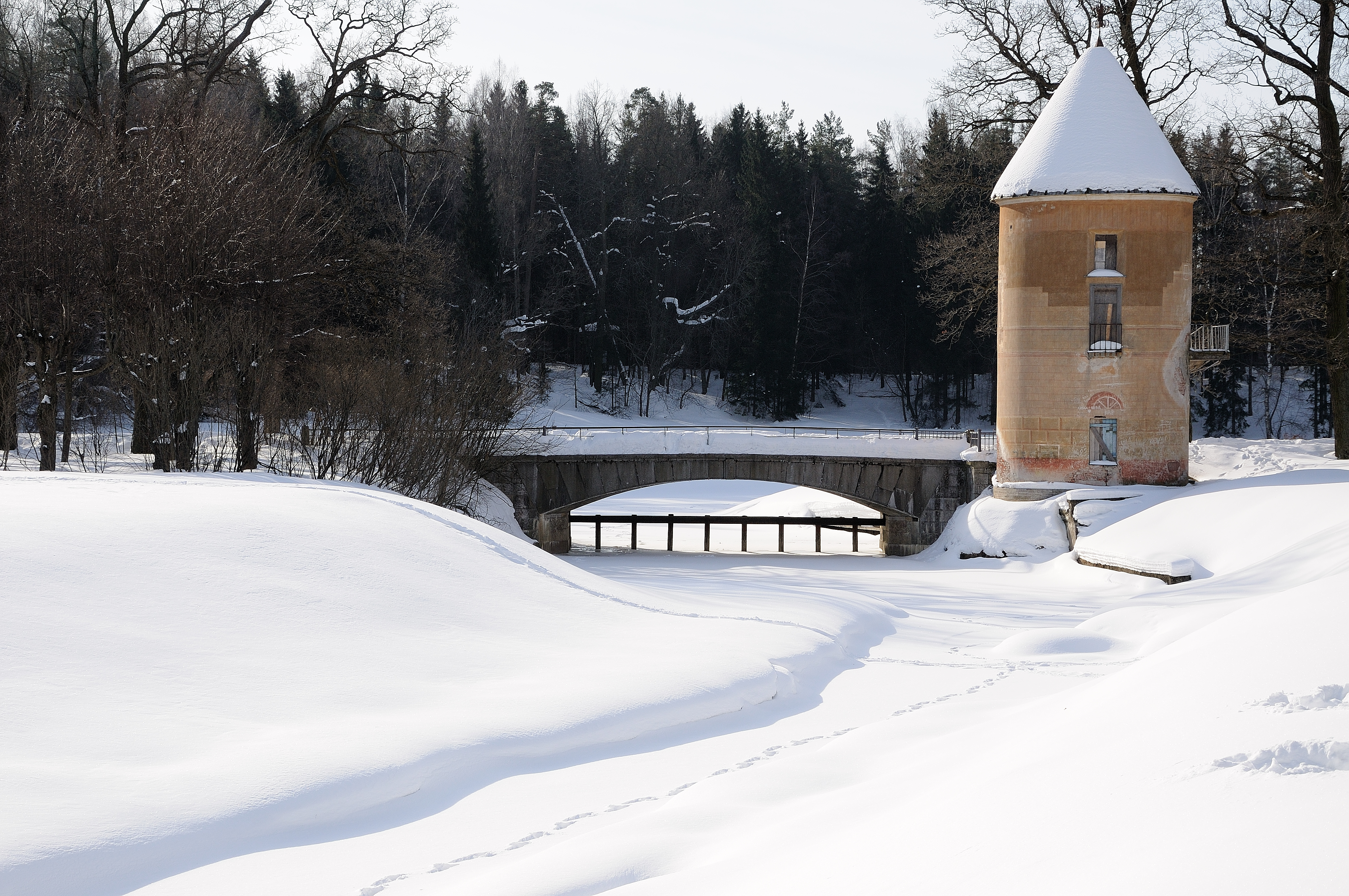
Пиль-вежа і місток в парку.

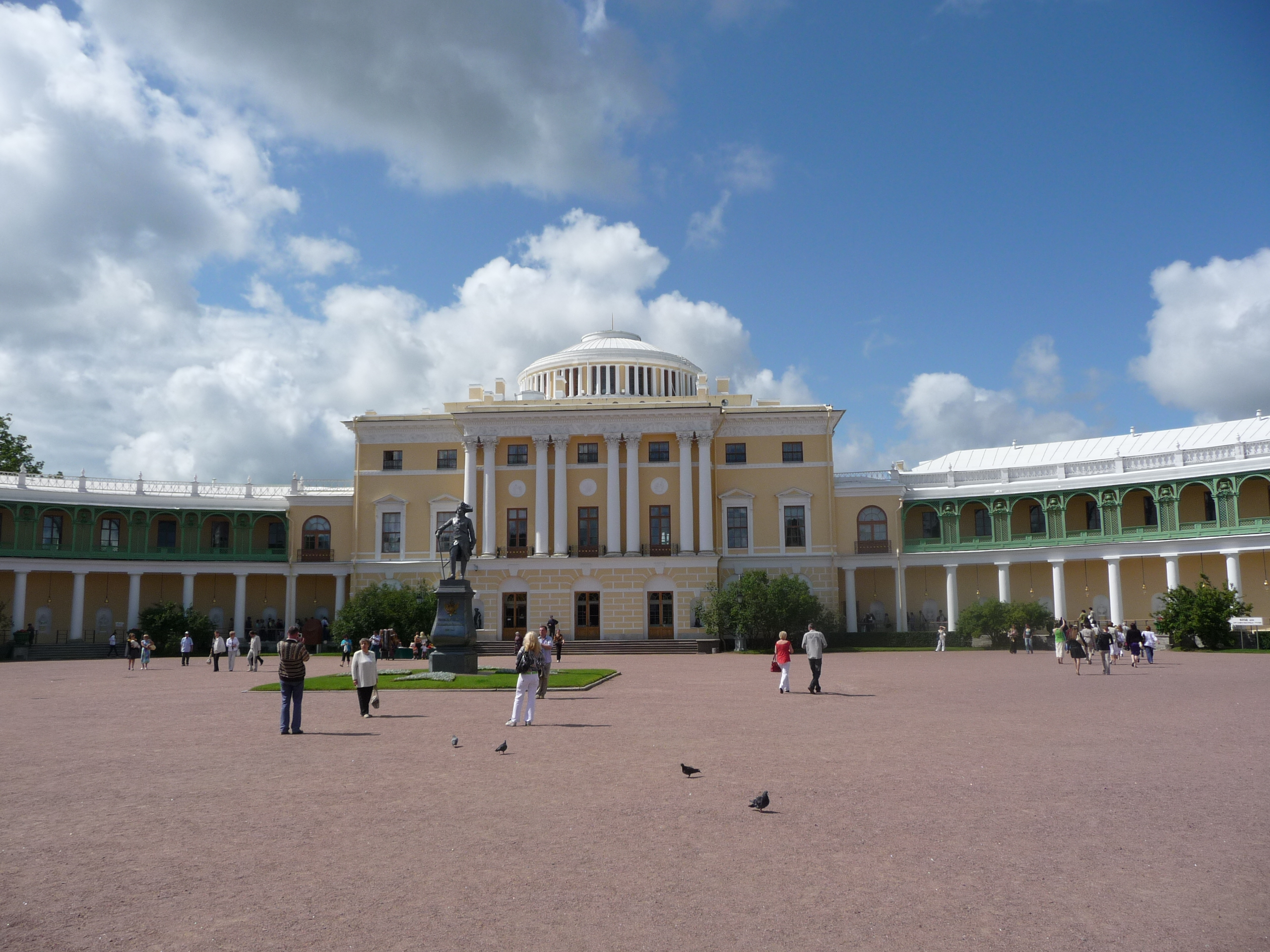
Павловськ. Площа перед палацом (дальній план)
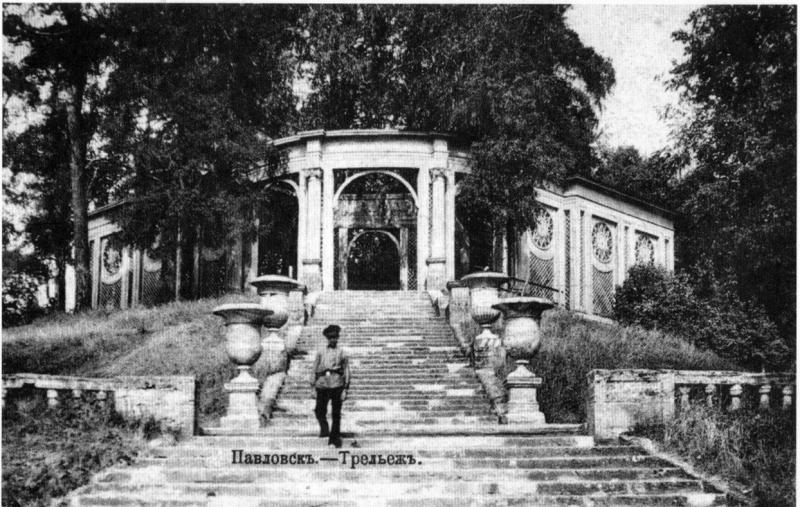
Павловськ. Павільйон «Трельяж», поштівка 1900 року.
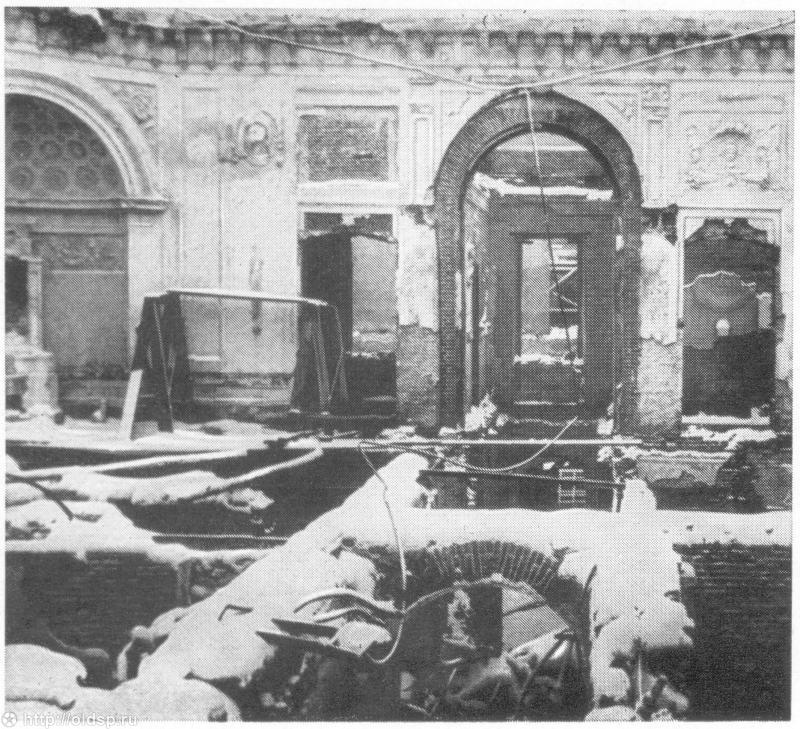
Поруйнований палац в Павловську, фото 1944 року
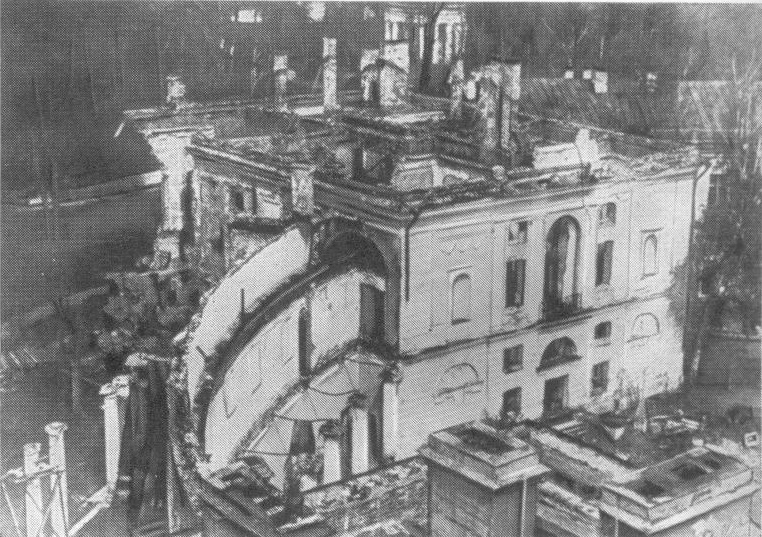
Поруйнована галерея і дворовий флігель, фото 1944 р.

Павловськ (палац і парк) був значно пошкоджений в роки війни, бо опинився на землях, тимчасово захоплених німецькими фашистами. Район звільнили тільки у січні 1944 року. Палац було спалено, павільйони пошкоджено, дерева в парку вирубано, усі греблі і мости парку висаджені у повітря вибухівкою. Були знищені інтер'єри палацу, що уславилися декором з використанням фресок, античних скульптур, живопису західноєвропейських майстрів, гобеленів Іспанії і Франції.
Але у пам'ятки доби класицизму була палка прихильниця — Зеленова Анна Іванівна. Вона звернулася до військових, найбільш активних і діяльних на той час. В палаці були швидко проведені консервативні і захисті роботи, бо він стояв без дахів. Проведена фотофіксація залів і павільйонів, розібрані завали, де знайдені рештки декору, уламки античної скульптури тощо. Розпочалася рестарація, до якої були залучені -
- Ф. Олєйник
- С. Попова-Гунич
- В. Якобі
- Г. Соколовський
- В. Можанська та бригади будівельників, садівників, живописців-декораторів, скульпторів усіх галузей реставрації, позолотчиків, архітекторів. Дах і фасади відновили. Поруйновану частину палацу відновили тільки ззовні, а її приміщення використовували як звичний радянський Будинок відпочинку роками.

Але відновив свою роботу музей, куди повернули частку евакуйованих творів мистецтва і рештки з розібраних завалів палацу. Приміщення двоповерхових павільйнів і крил самого палацу прийняли також твори мистецтва з інших палацових передмість Петербурга, поруйнованих у війну (Гатчина, Царське Село).
Музейний і дослідницький центр у Павловську був відновлений першим серед поруйнованих палацово-паркових ансамблів, незважаючи на тривалі ремонтно-відновлювальні і реставраційні роботи, що йдуть донині.

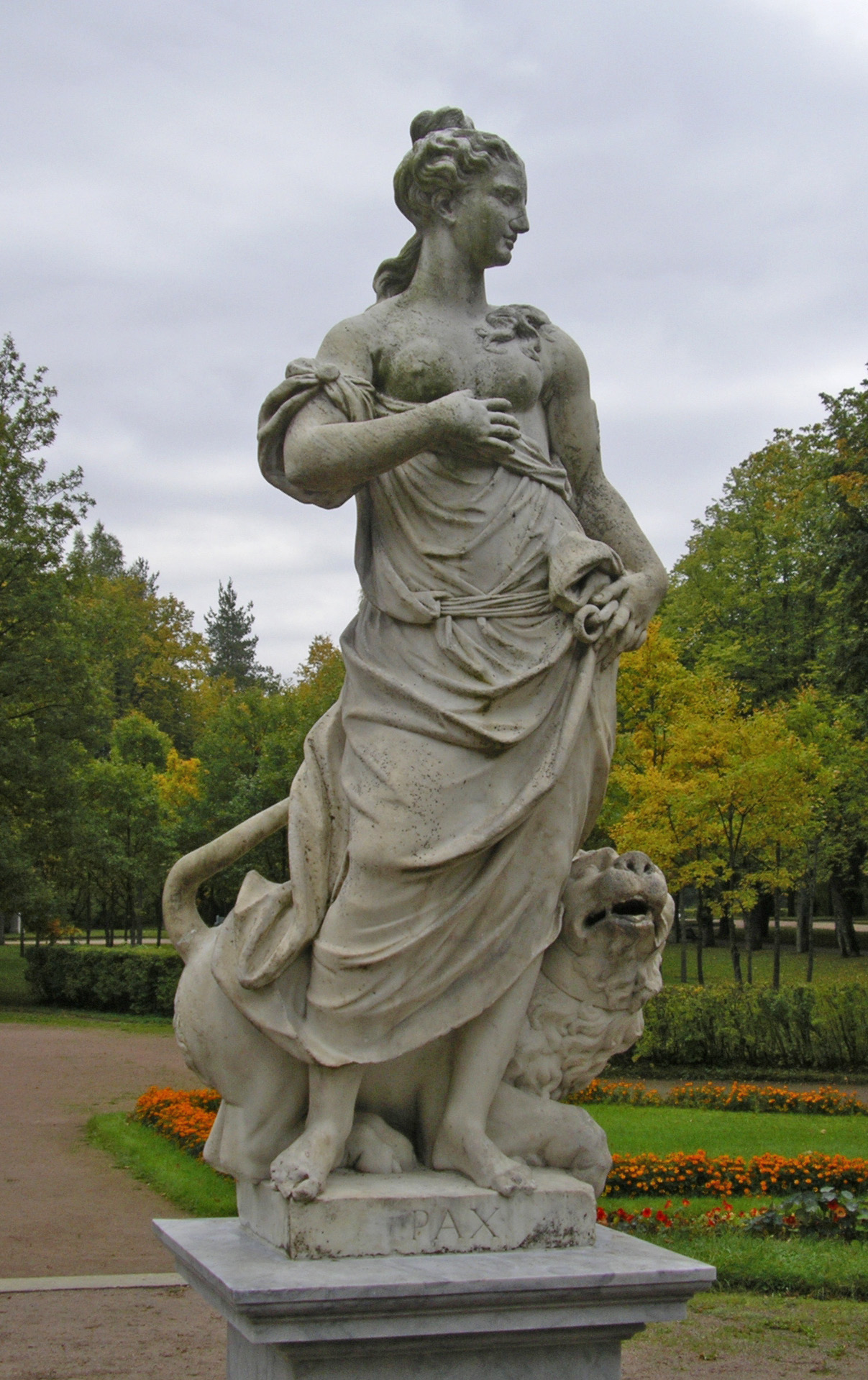
Скульптура - алегорія миру, скульптор П'єтро Баратта, Великі круги.
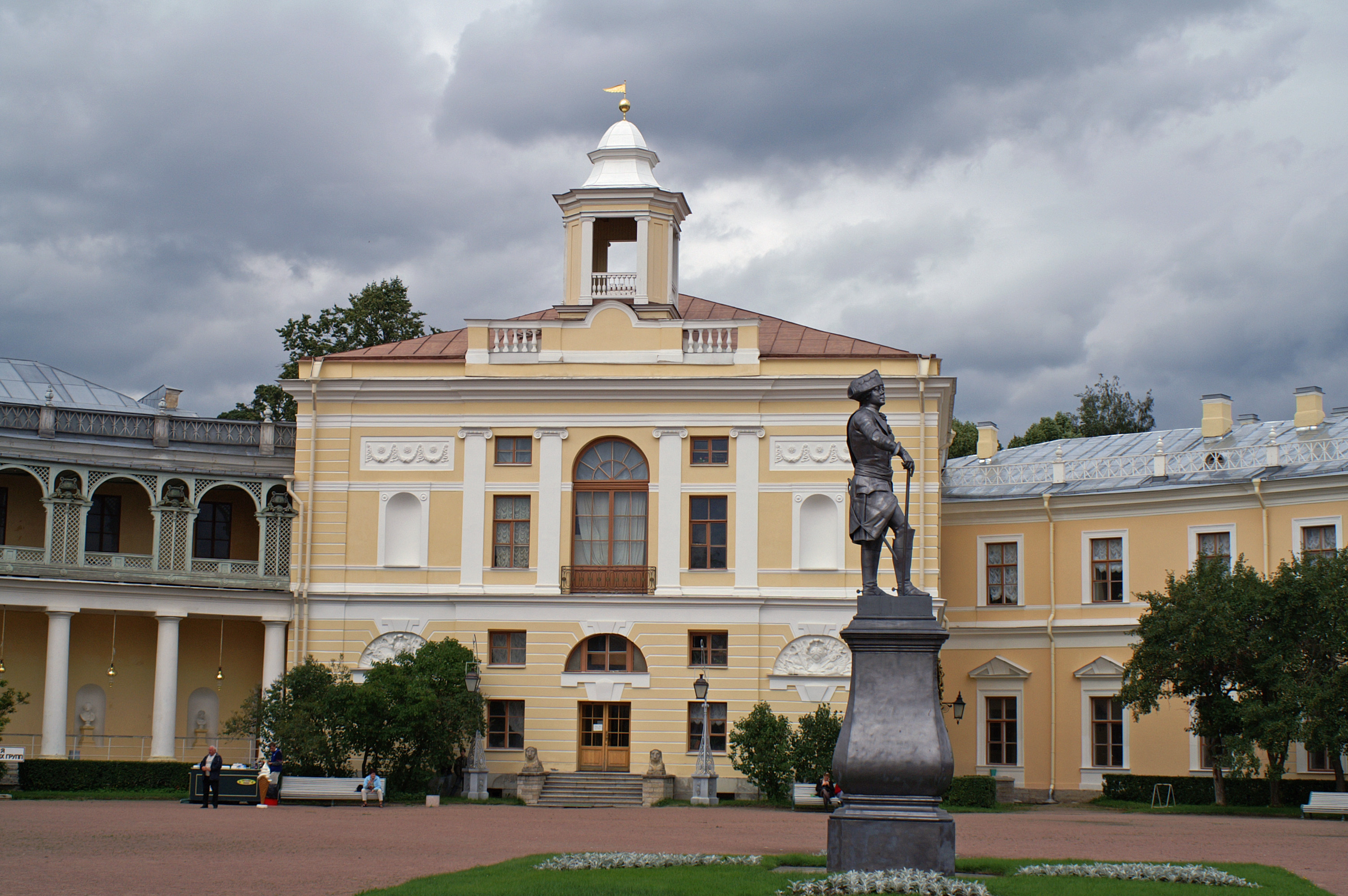
Павловський палац, парадний двір
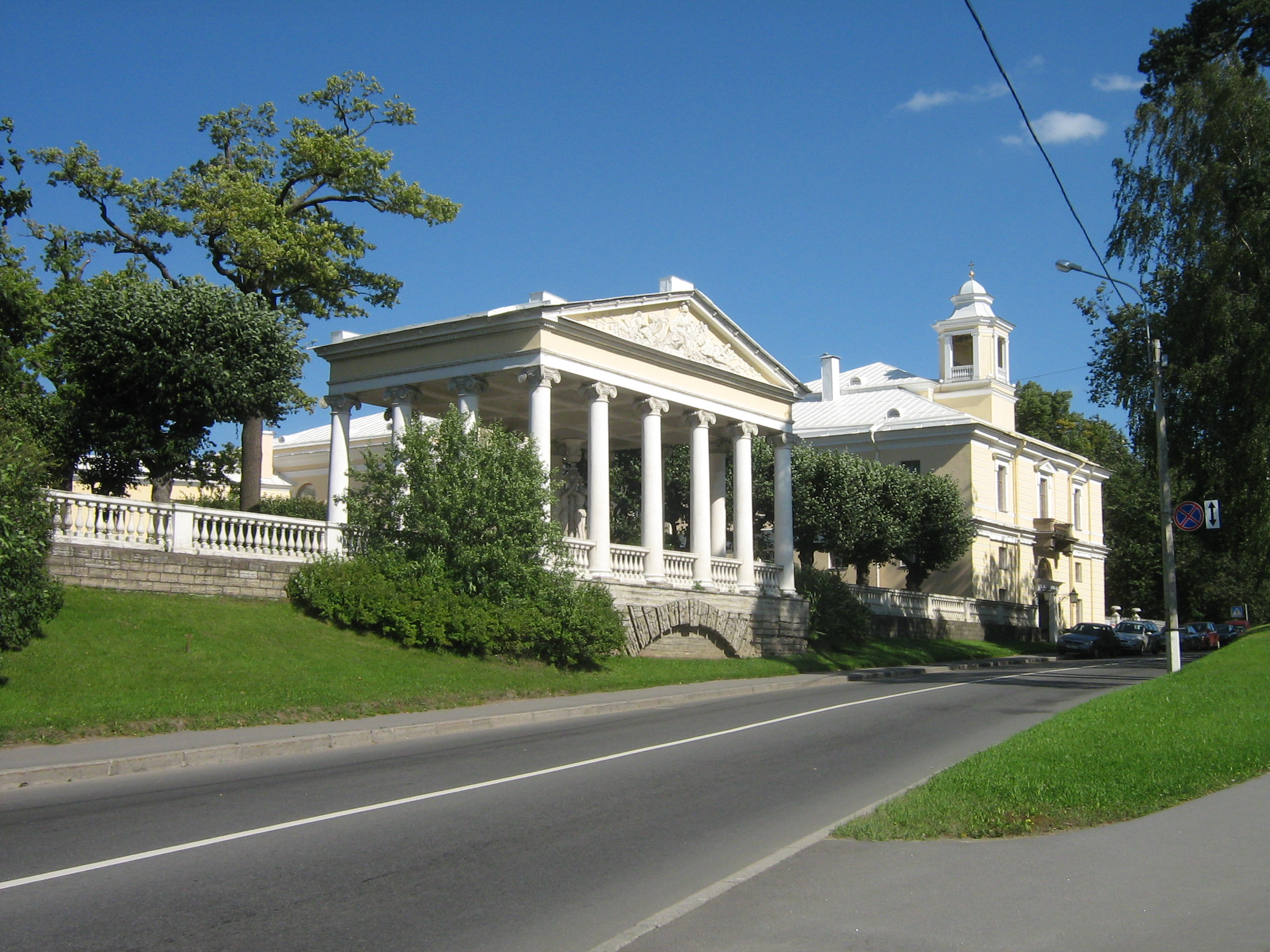
Павільйон Три грації
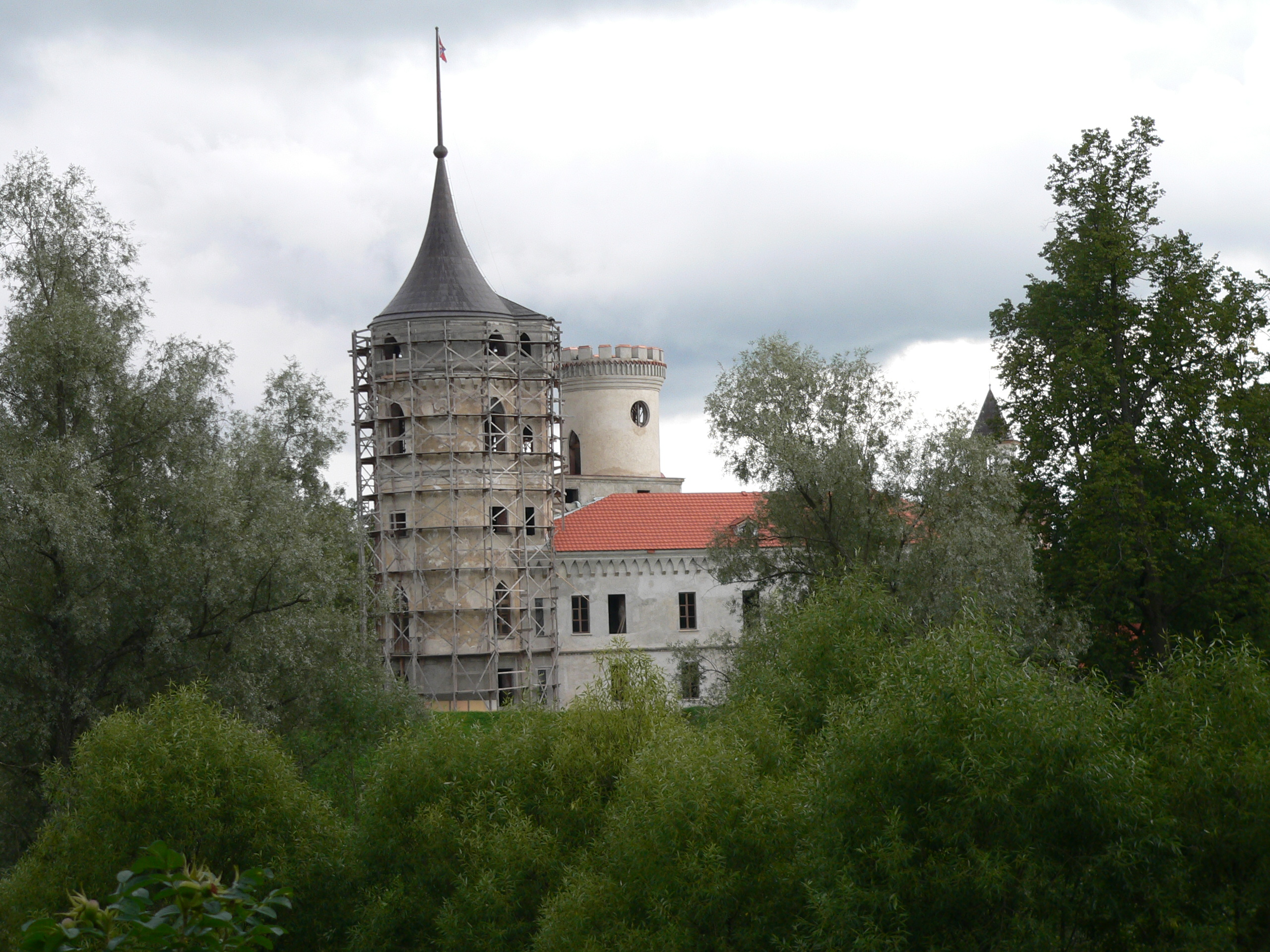
Фортеця Біп, реставрація
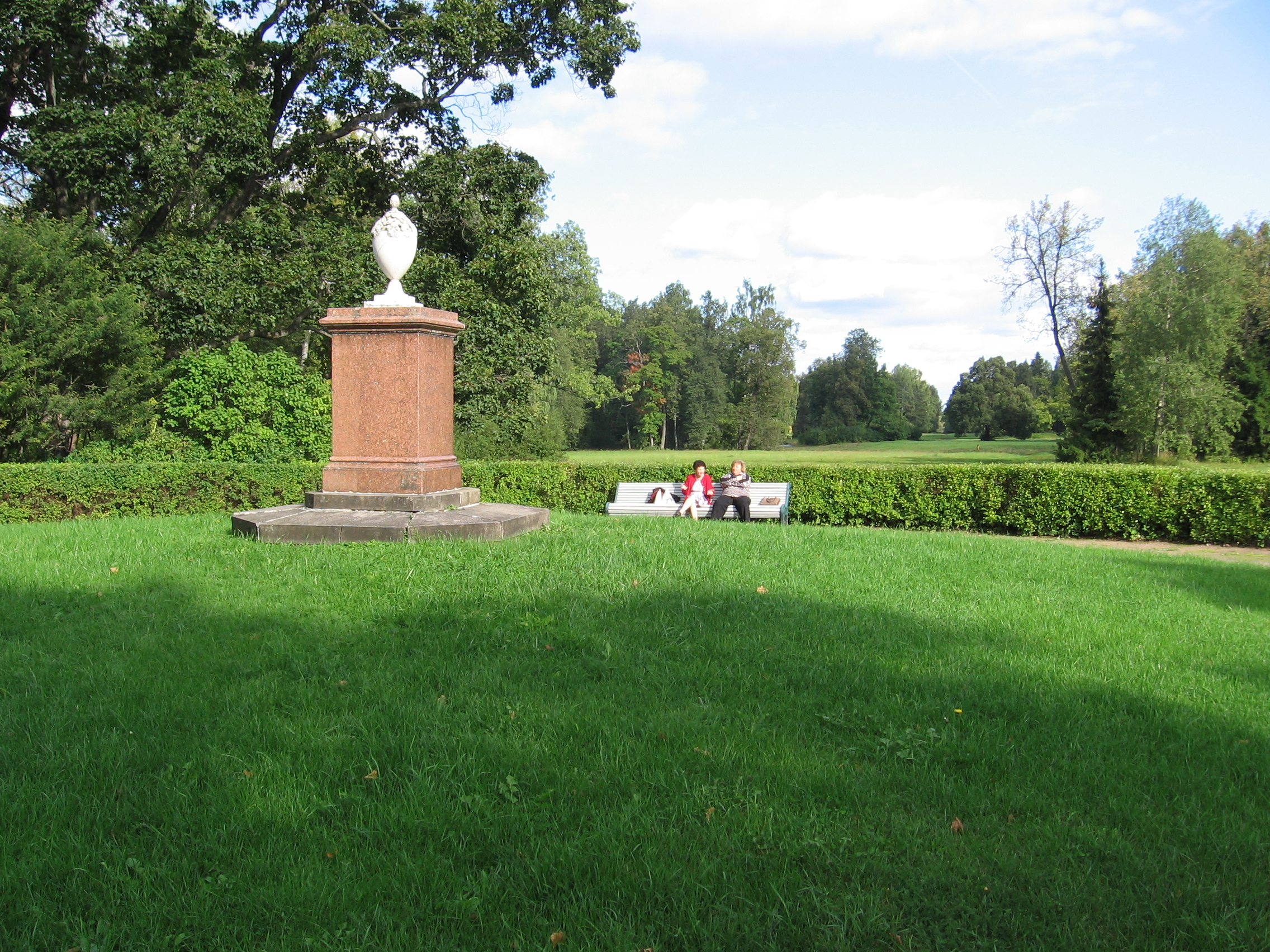
Куточок парку

## Туризм та рекреаційний потенціал парку
Палац і прилеглий до нього парк є важливими об'єктами як внутрішньоросійського, так і міжнародного туризму.

## Ремонт
Павловський палац очікують реставраційні роботи. На відновлення покрівлі Великого Павловського палацу бюджетом Санкт-Петербурга заплановано витратити 24 млн 890 тис. рублів .

## Галерея

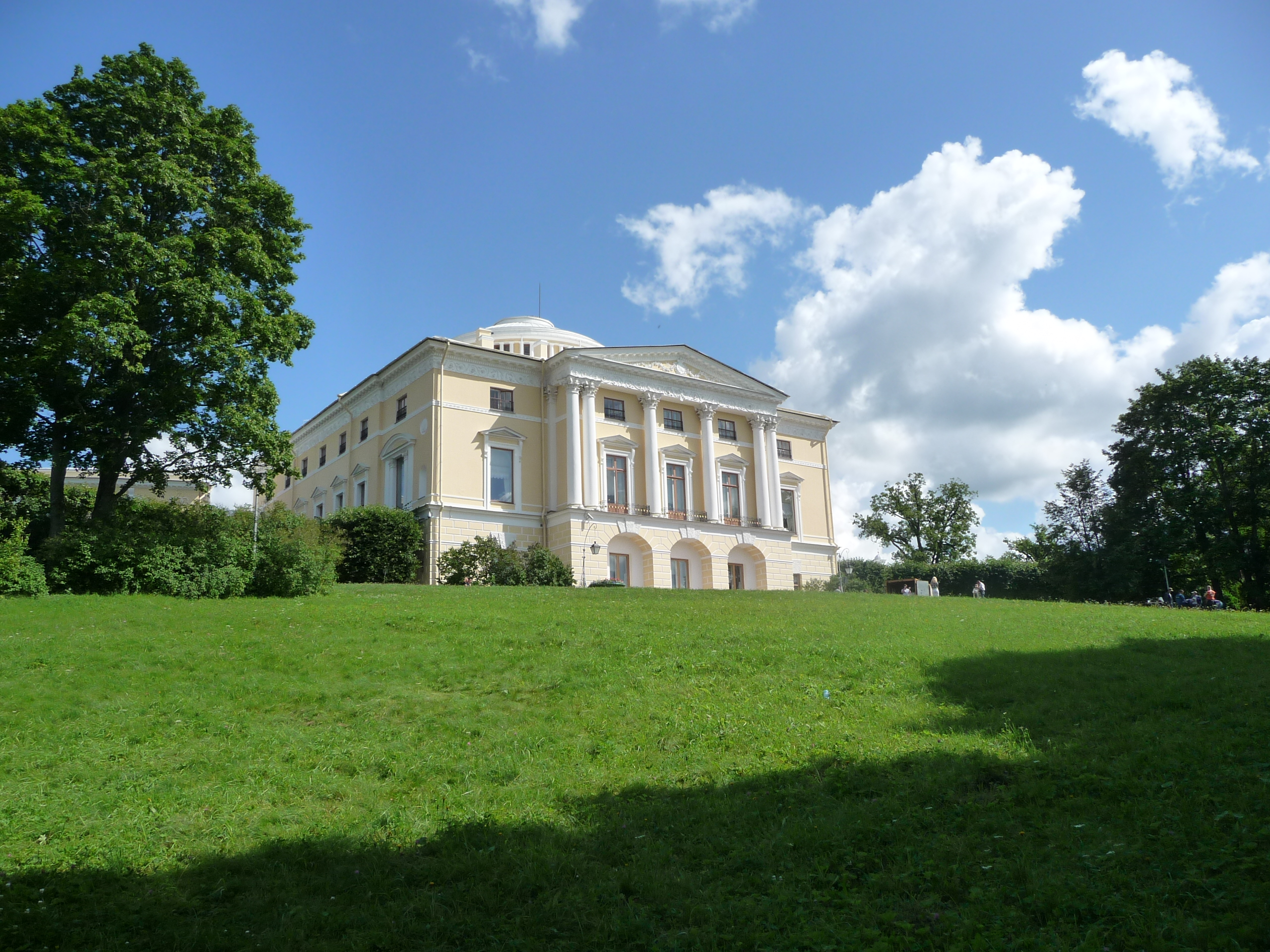
Павловський палац
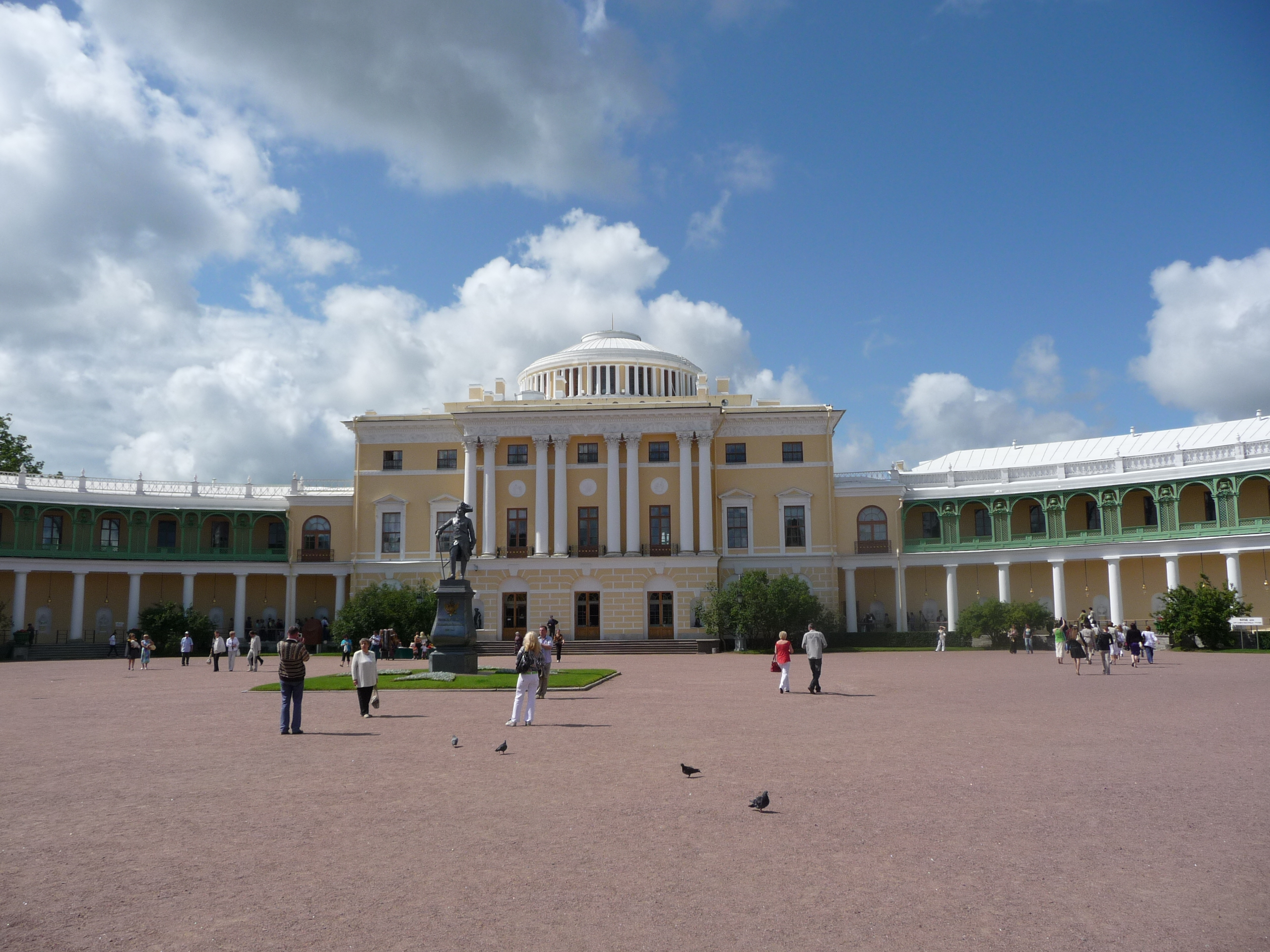
Площа перед палацом (дальній план)
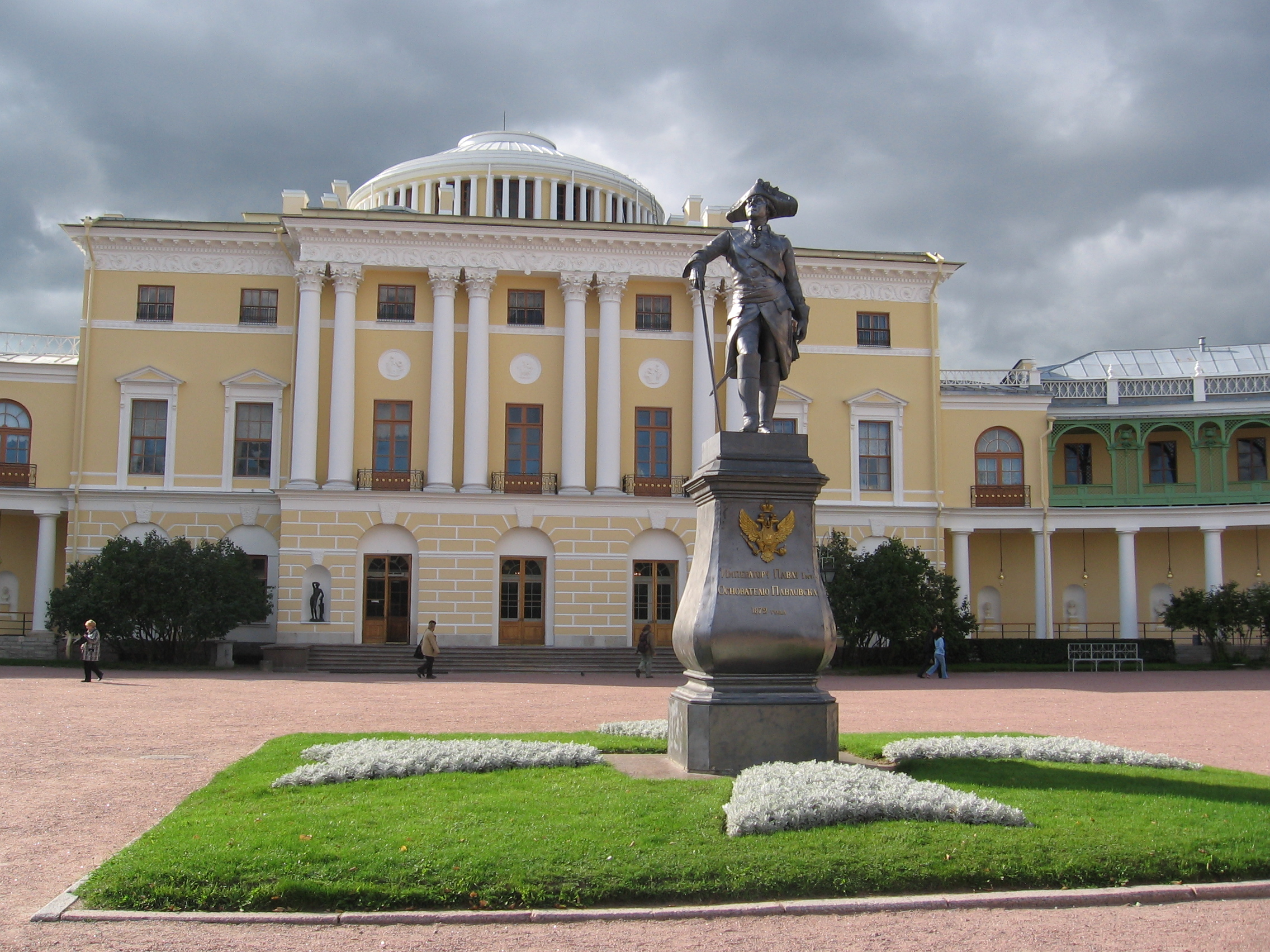
Площа перед палацом (ближній план)
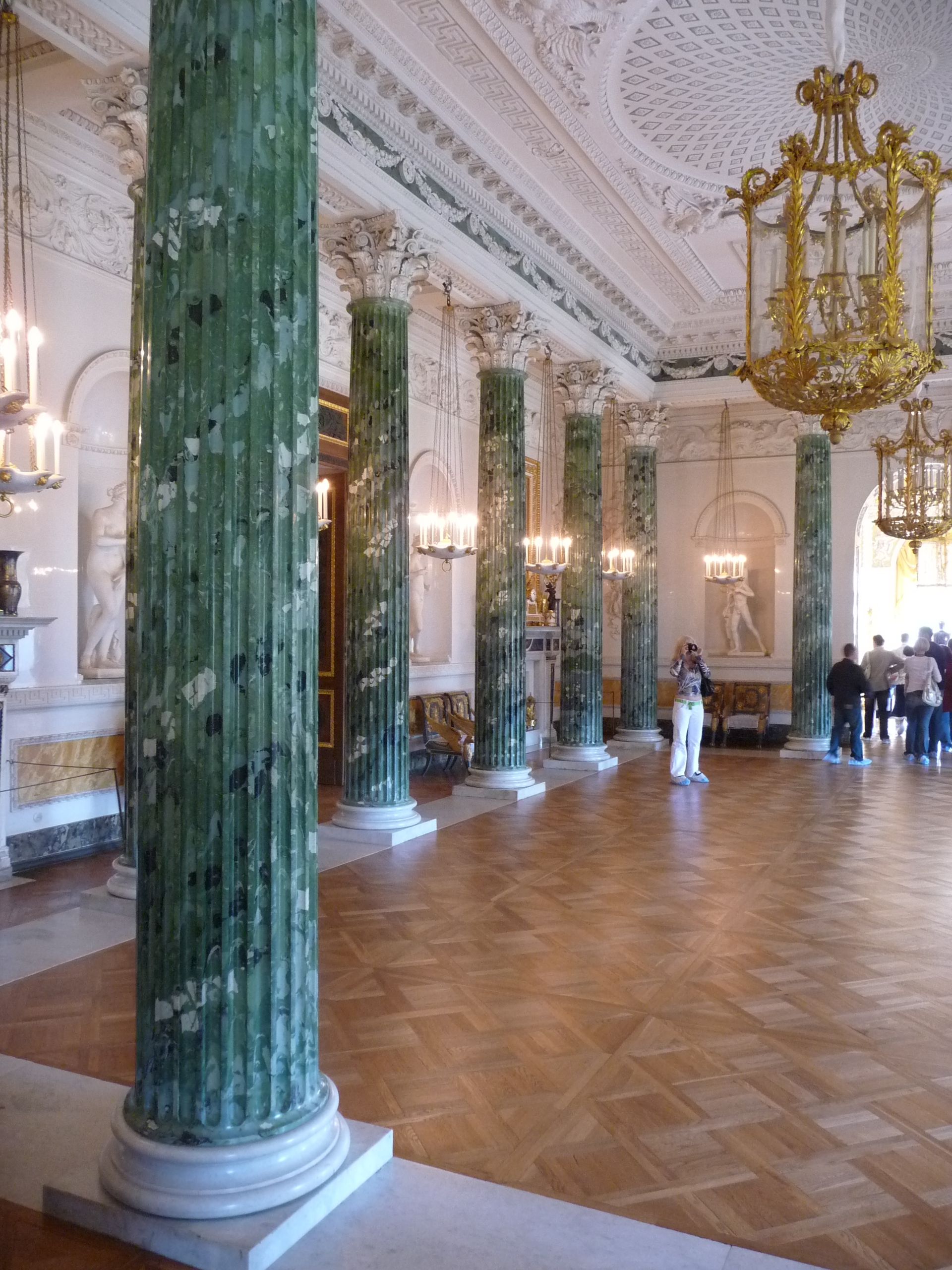
Грецька зала
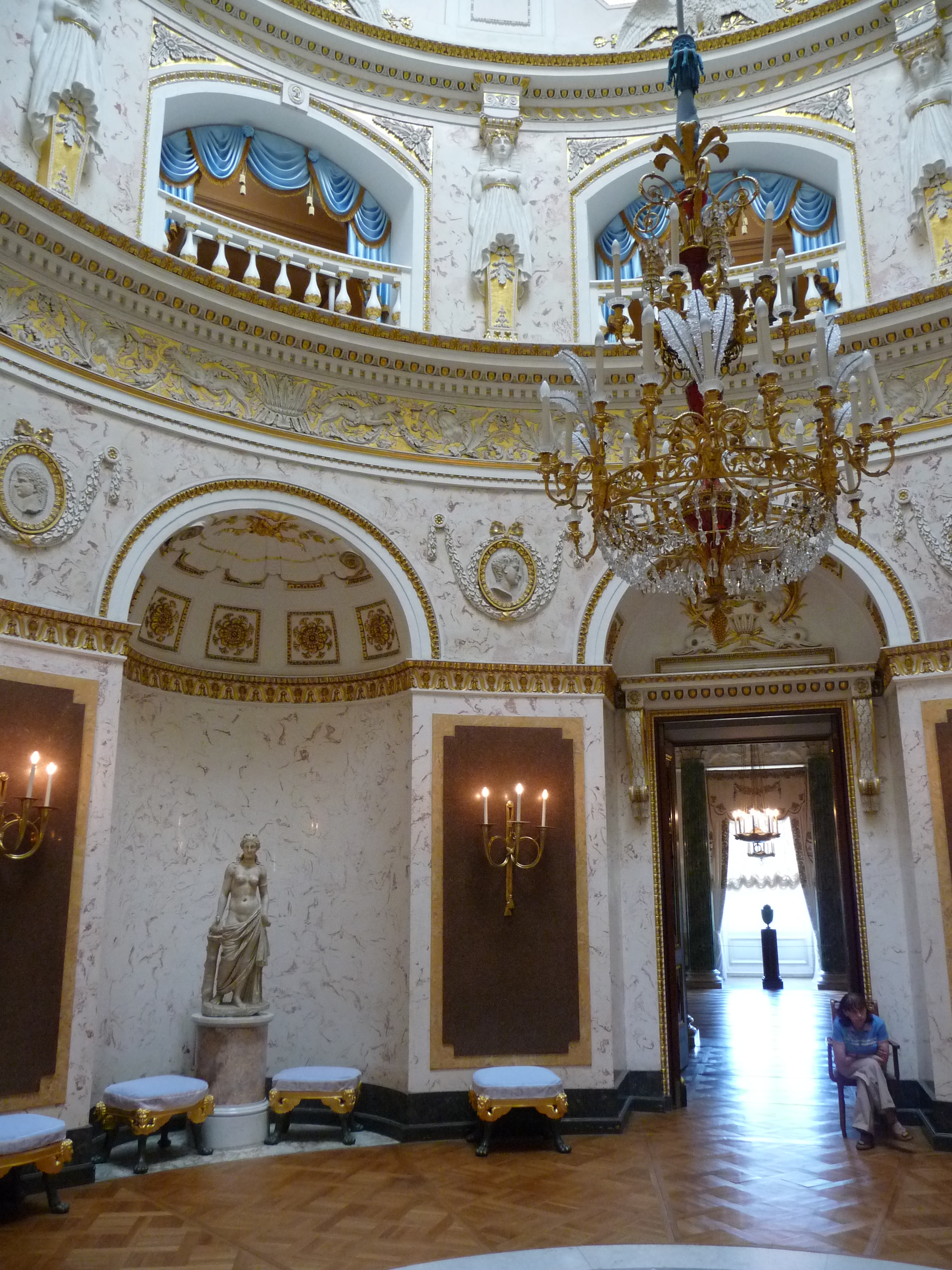
Італійська зала
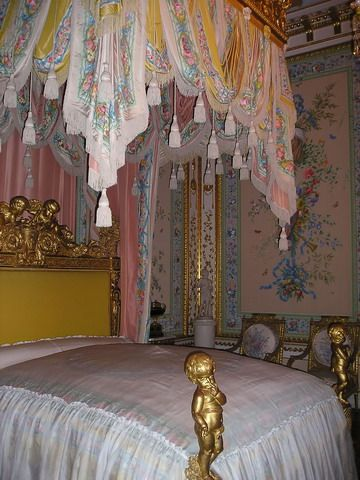
Царська спальна кімната
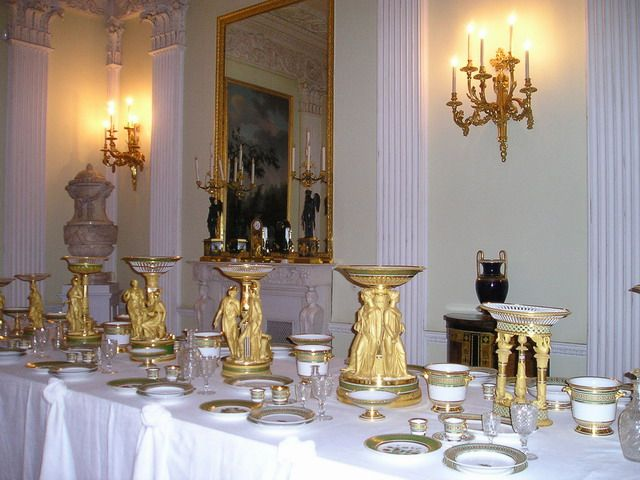
Їдальня
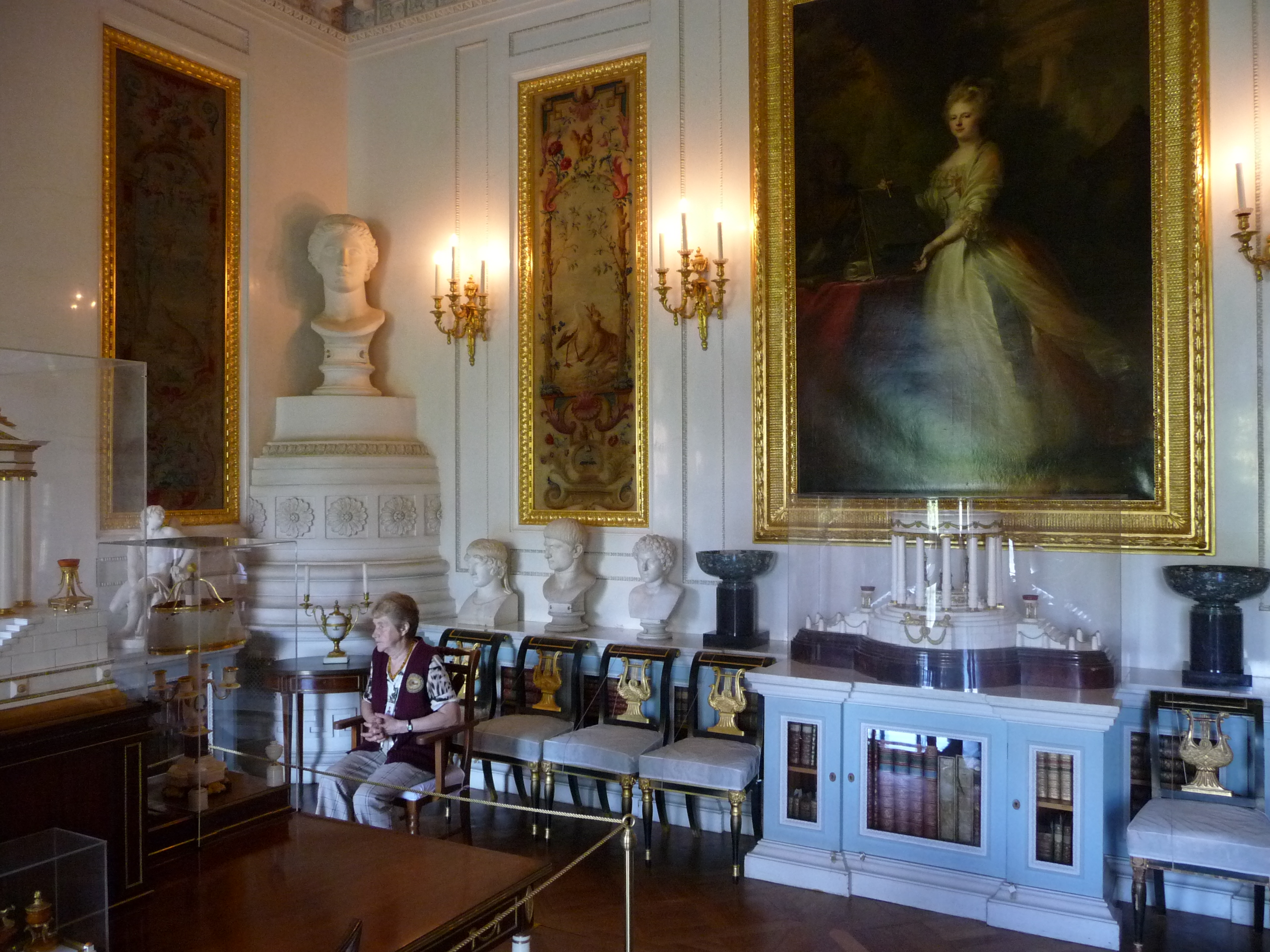
Бібліотека
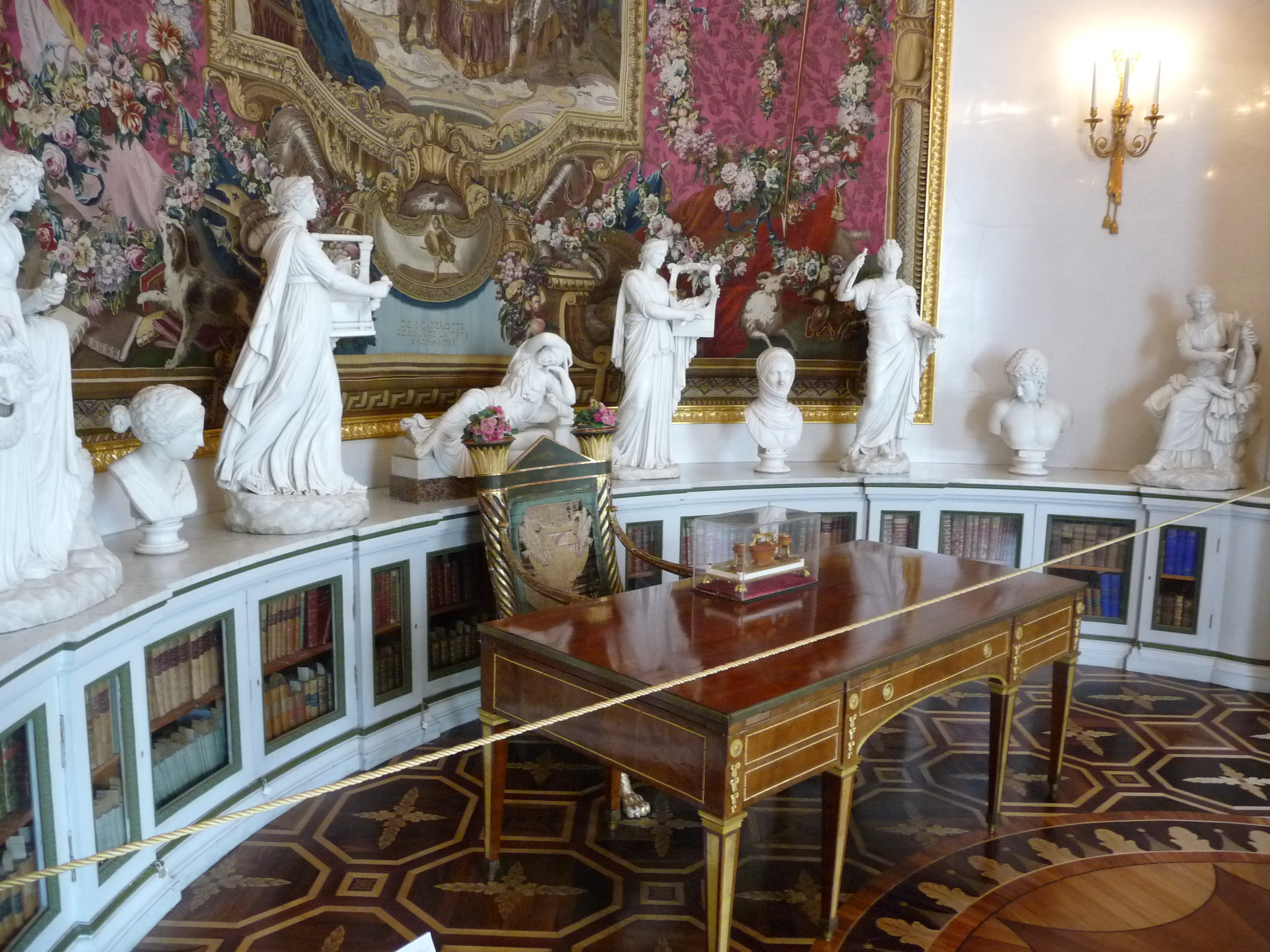
Кабінет Марії Федорівни
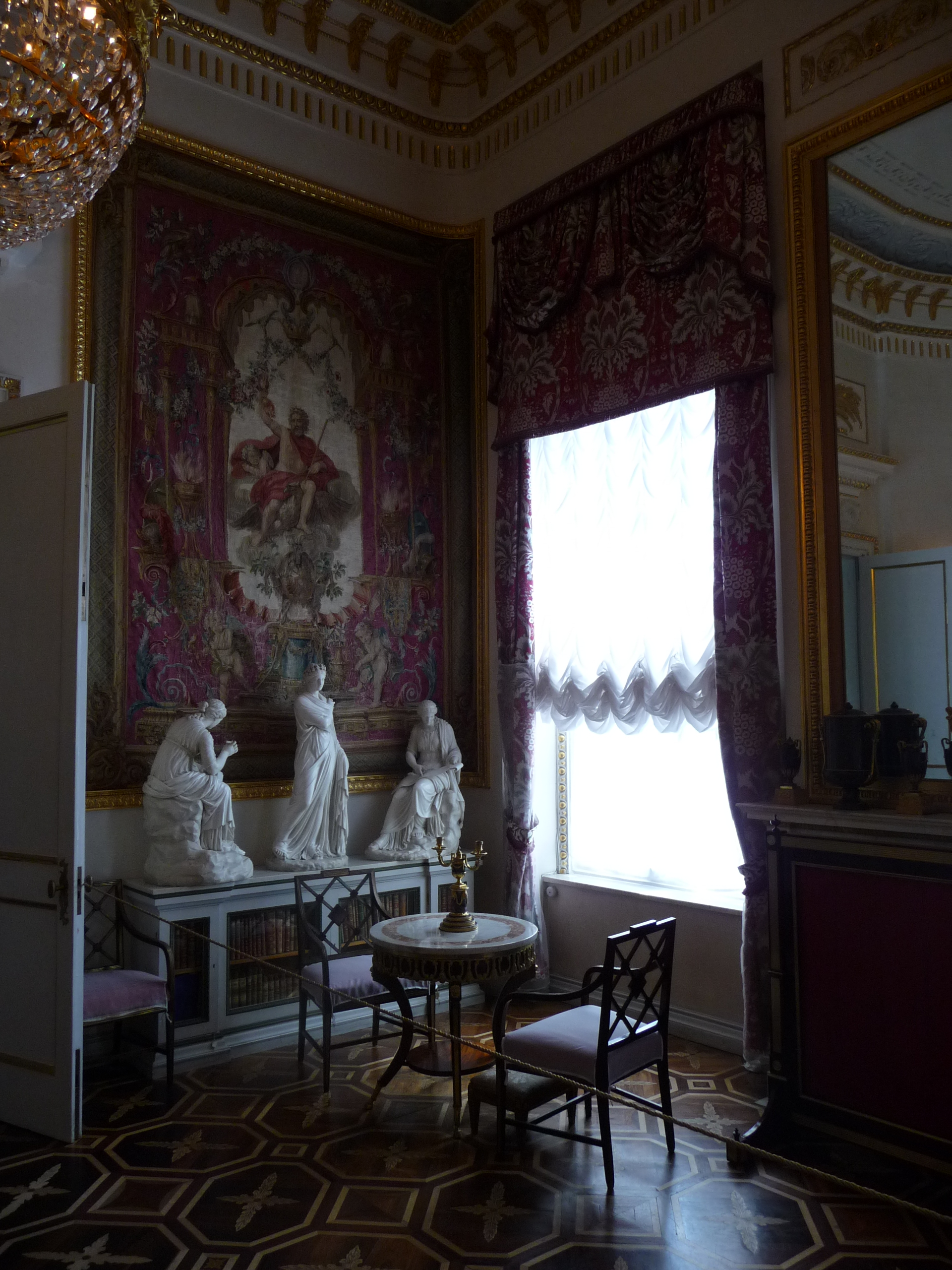
Кабінет Марії Федорівни
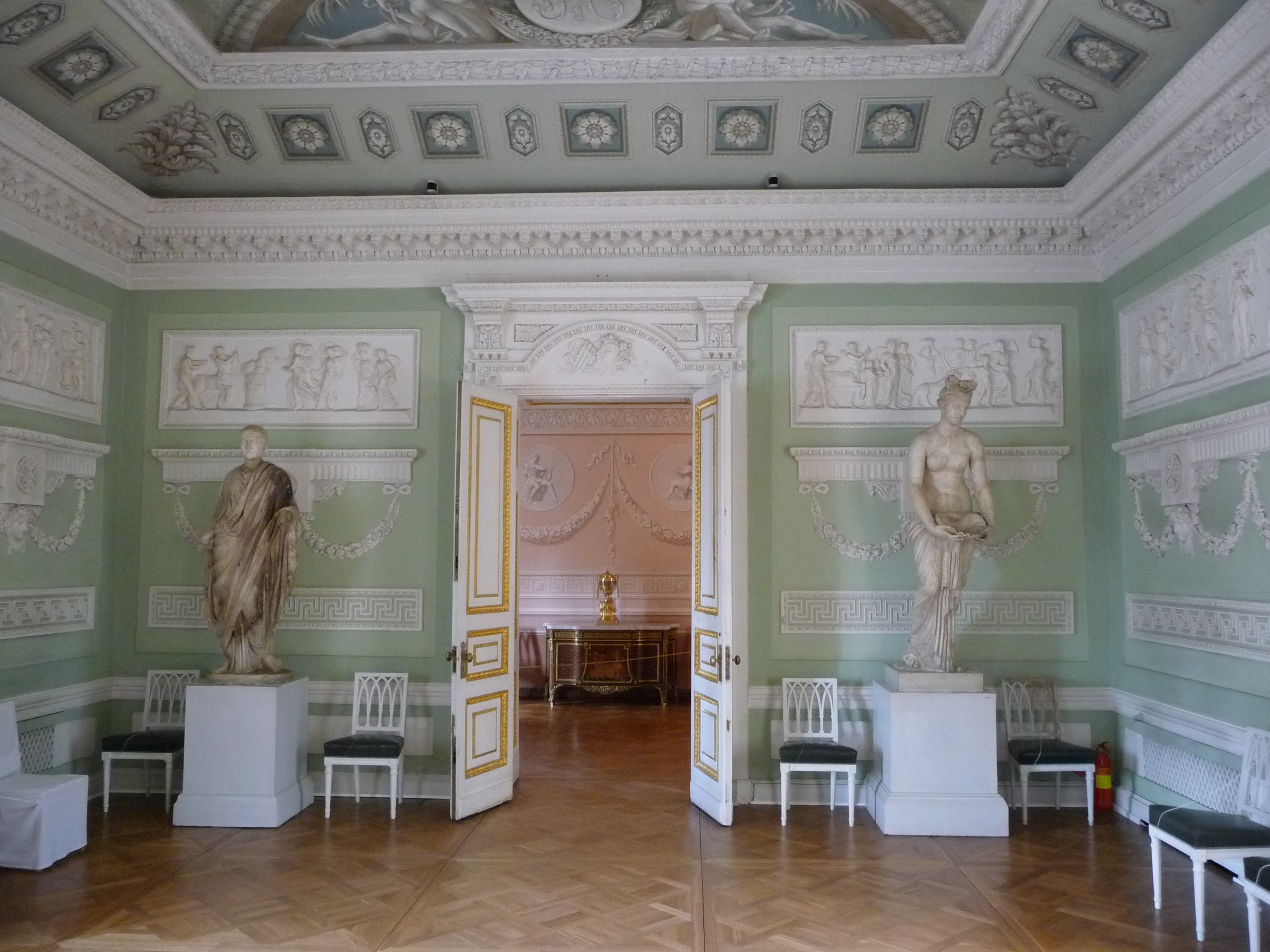
Інтер'єр палацу
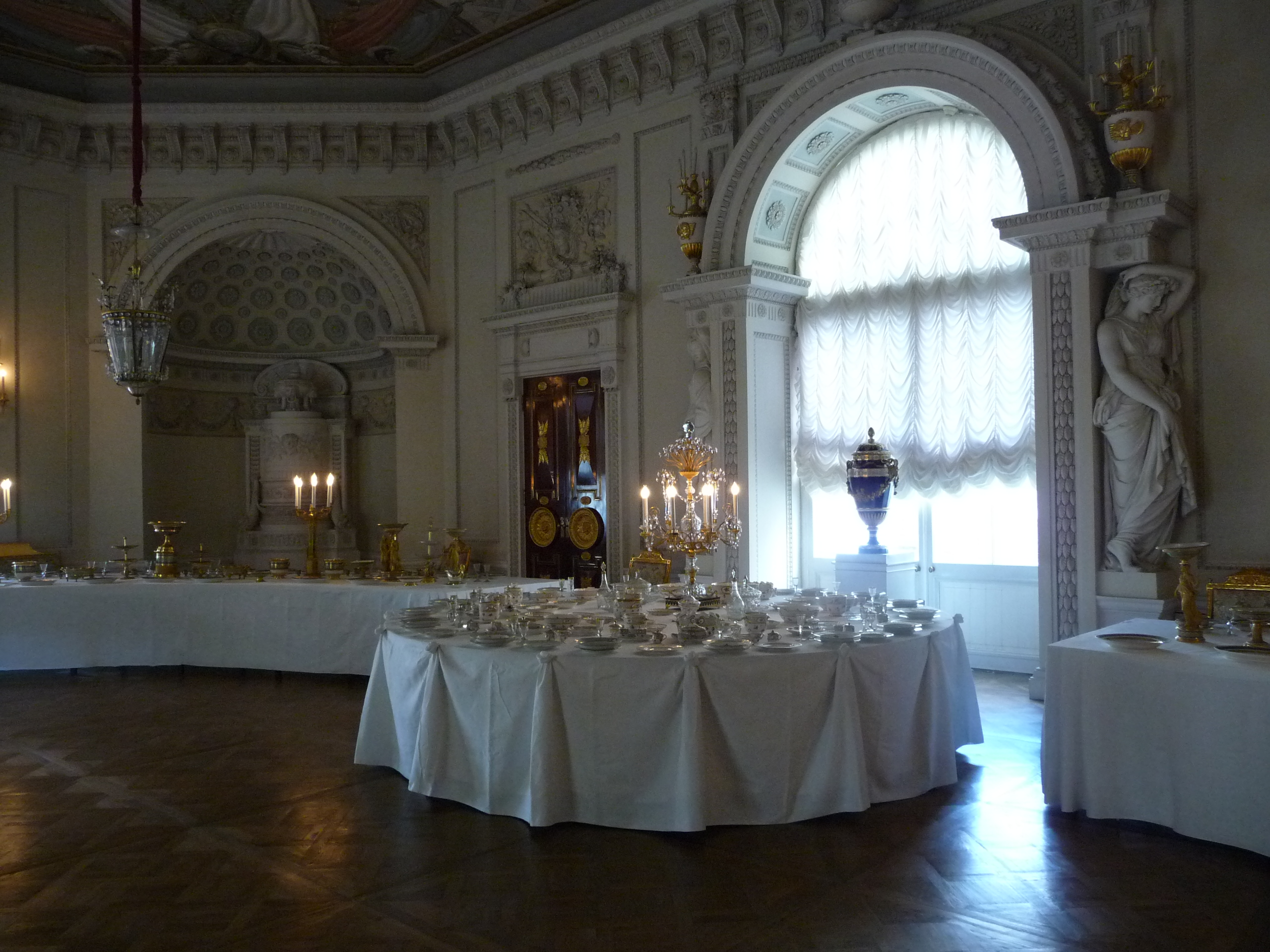
Тронна зала